# Constel·lació del Sagitari
|  | No s'ha de confondre amb Constel·lació de la Sageta o Sagitari (astrologia). |

Sagitari (Sagittarius), amb símbol , és una de les constel·lacions del zodíac i es troba a l'hemisferi sud celeste, entre les constel·lacions de l'Àguila, Capricorn, el Microscopi, el Telescopi, la Corona Austral, l'Escorpió, el Serpentari, Serpent i l'Escut.
El seu nom prové de la paraula llatína Sagittarius, que significa «arquer», i es representa habitualment com un centaure amb un arc.
És una de les 48 constel·lacions enumerades per l'astrònom Ptolemeu del segle ii i segueix sent una de les 88 constel·lacions modernes.
Sagitari és travessada pel Sol del 18 de desembre al 18 de gener. Sagitari també designa un signe del zodíac corresponent al sector 30° de l'eclíptica travessada pel Sol del 23 de novembre al 21 de desembre. És en aquest sentit que s'utilitza per identificar els moviments planetaris, encara utilitzats en astrologia.
El centre de la Via Làctia es troba a la part més occidental de Sagitari (vegeu Sagitari A).

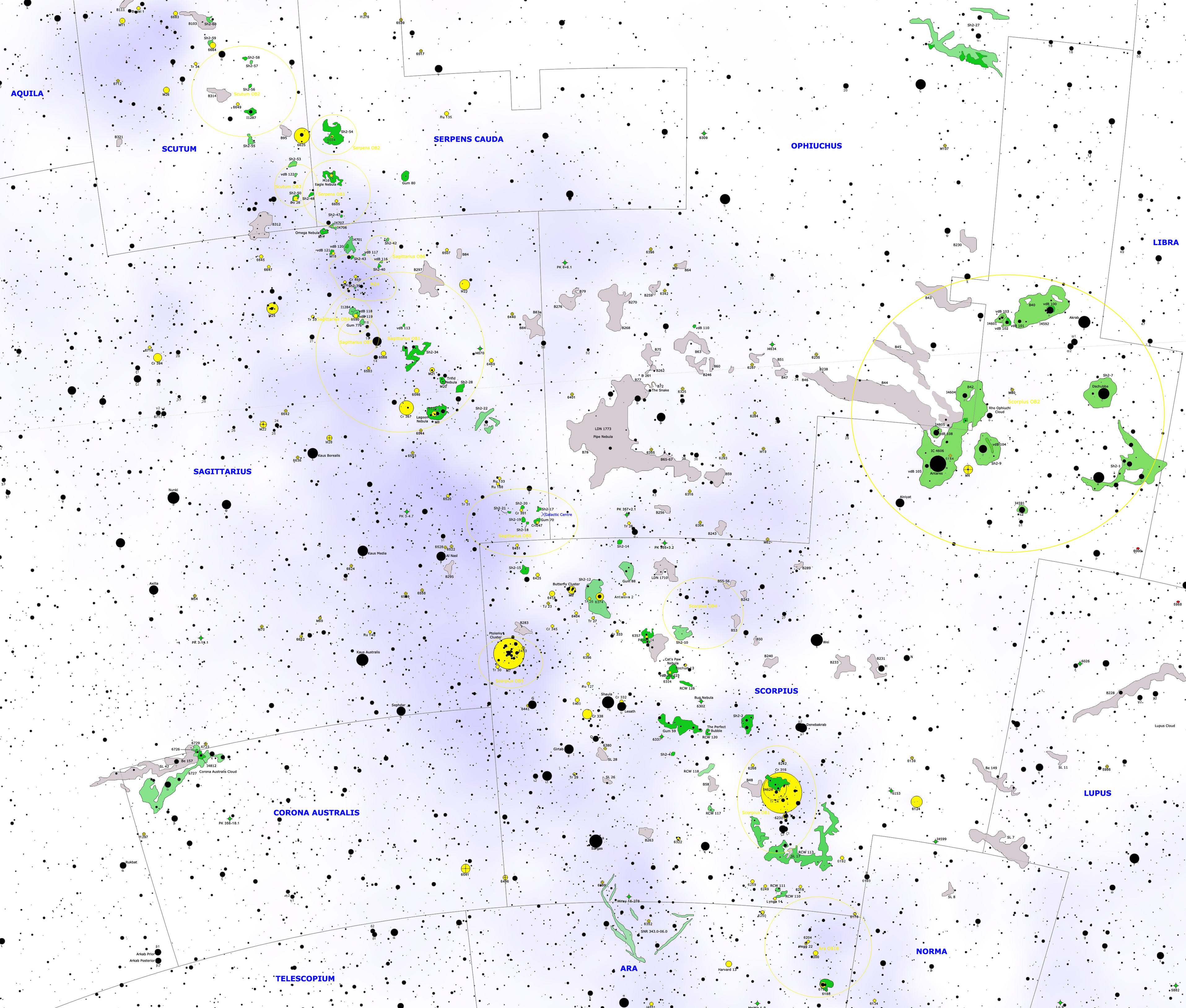
Mapa detallat del centre de la Via Làctia

Conté 204 estels visibles a ull nu, entre els quals n'hi ha dos de segona magnitud i vuit de tercera. L'estel α Sagittarii, de magnitud 4,11, és situat a una distància de 250 anys-llum. Conté estels més brillants que α Sagittarii i la nebulosa d'emissió Trifida, situada al NE de l'estel λ Sagittarii.

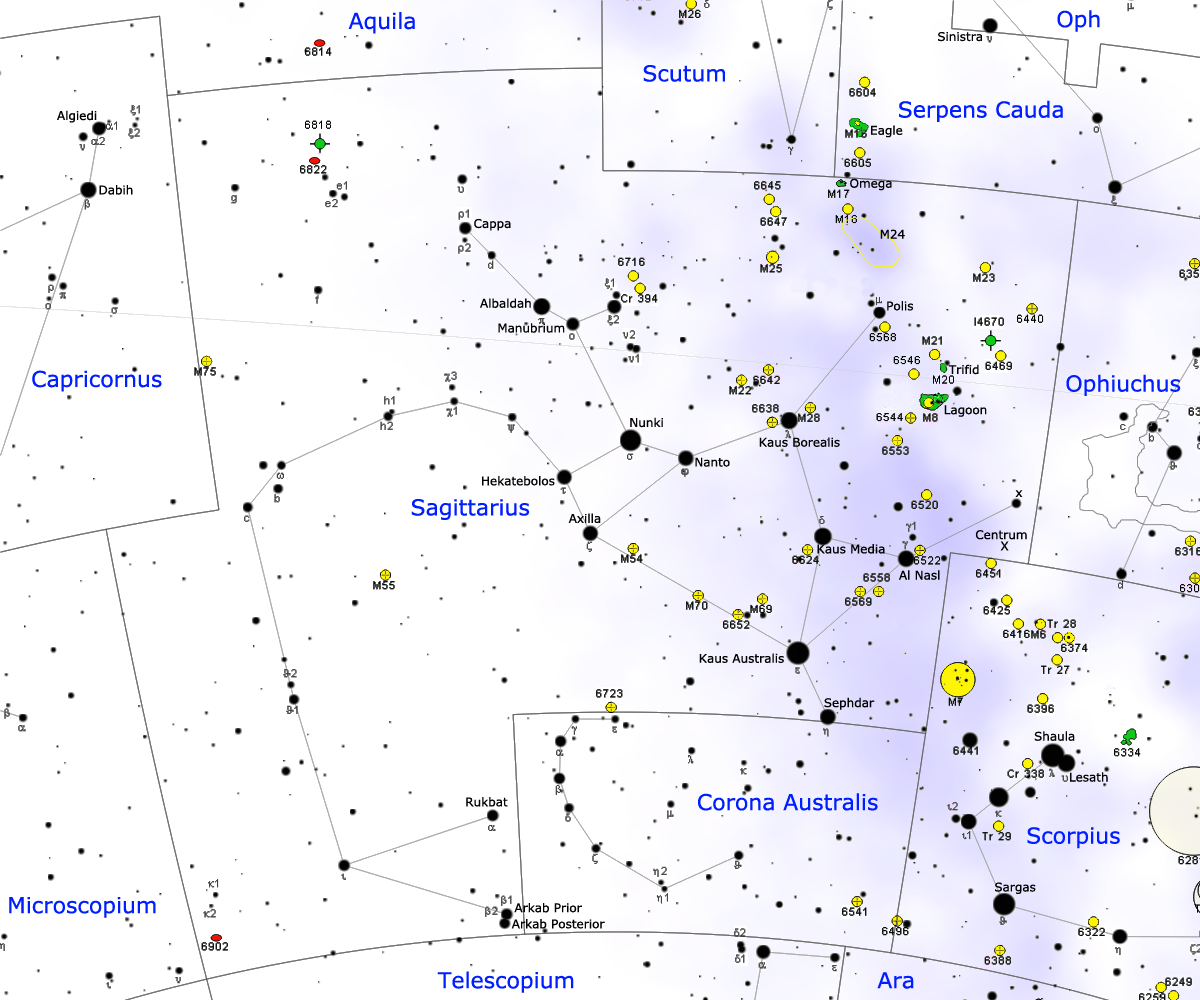
Mapa de la constel·lació de Sagitari

D'una zona propera o pertanyent a aquesta constel·lació va provenir l'inexplicat Senyal Wow!.

## Situació de la constel·lació
Sagitari es troba a la cruïlla de diverses alineacions.
Pertany a una immensa alineació que fa la volta al globus, i que és un eix de referència important de la volta celeste. Partint de l'arc i el cap (σ Sgr) de Sagitari, va cap al nord pel cap de Capricorn (β Cap), seguint l'eix d'Aquari, per arribar a la diagonal del Quadrat del Pegàs. Des d'allà passa per la diagonal d'Andròmeda, després per Algol, Capella, Càstor i Pòl·lux, Alphard (Hidra, l'extrem de la Vela, després Acrux i Alpha Centauri, Shaula (λ Scorpii), i finalment torna a Sagitari.
Pertany a una altra gran alineació que parteix d'Arcturus del Bover, passa pel cap de Serpent i la part inferior del Serpentari, passa per Kaus Borealis (λ Sgr) i el «coll» de Sagitari, Nunki (σ Sgr), i continua cap a Fomalhaut del Peix Austral, després puja cap a Balena.
Charles Messier hi va catalogar 15 objectes estel·lars al seu Catàleg de nebuloses i cúmuls estel·lars.

## Visualització
Tal com es veu des de l'hemisferi nord, les estrelles més brillants de la constel·lació formen un asterisme fàcilment reconeixible conegut com «la tetera». Les estrelles δ Sgr (Kaus Media), ε Sgr (Kaus Australis), ζ Sgr (Askella) i φ Sgr formen el cos de la tetera; λ Sgr (Kaus Borealis) és el punt de la tapa; γ2 Sgr (Alnasl) és la punta del broc; i σ Sgr (Nunki) i τ Sgr el mànec. Aquestes mateixes estrelles formaven originàriament l'arc i la fletxa de Sagitari. Marcant la part inferior del «mànec» de la tetera (o la zona de l'espatlla de l'arquer), hi ha l'estrella brillant (magnitud 2,59 ) ζ Sgr (Zeta Sagittarii, també anomenada Askella), i la més tènue τ Sgr (Tau Sagittarii). Per completar la metàfora de la tetera, sota un cel fosc es pot veure una àrea especialment densa de la Via Làctia (el Gran núvol estel·lar de Sagitari) pujant en un arc nord-oest per sobre del broc, com una bufada de vapor que surt d'una tetera bullint.

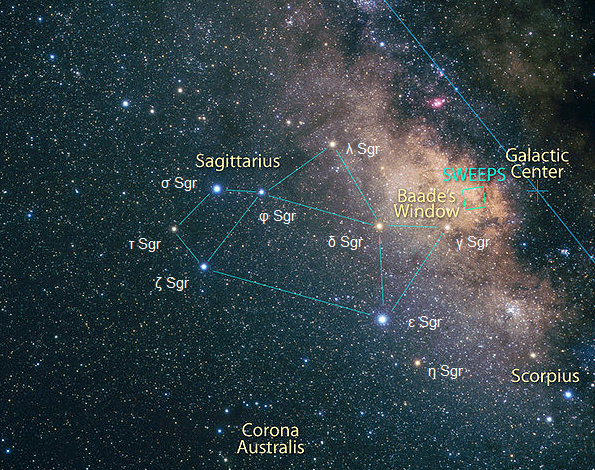
L'asterisme «tetera» està en Sagitari. La Via Làctia és el «vapor» que surt del broc. El centre galàctic Sagitari A* es troba a la part superior del broc

La constel·lació en el seu conjunt sovint es representa amb l'aspecte aproximat d'un arquer amb figura de pal dibuixant l'arc, amb les estrelles més tènues que proporcionen el contorn del cos del cavall. Sagitari apunta la seva fletxa al cor d'Escorpió, representat per l'estrella vermellosa Antares, mentre les dues constel·lacions corren al voltant del cel. Seguint la línia directa formada per δ Sgr (Delta Sagittarii) i γ2 Sgr (Gamma2 Sagittarii) condueix gairebé directament a Antares. De manera adequada, Gamma2 Sagittarii és Alnasl (paraula àrab que significa «punt de fletxa»), i Delta Sagittarii també s'anomena Kaus Media, el «centre de l'arc», del qual sobresurt la fletxa. Kaus Media divideix λ Sgr (Lambda Sagittarii) i ε Sgr (Epsilon Sagittarii), els noms dels quals Kaus Borealis i Kaus Australis fan referència a les parts nord i sud de l'arc, respectivament.

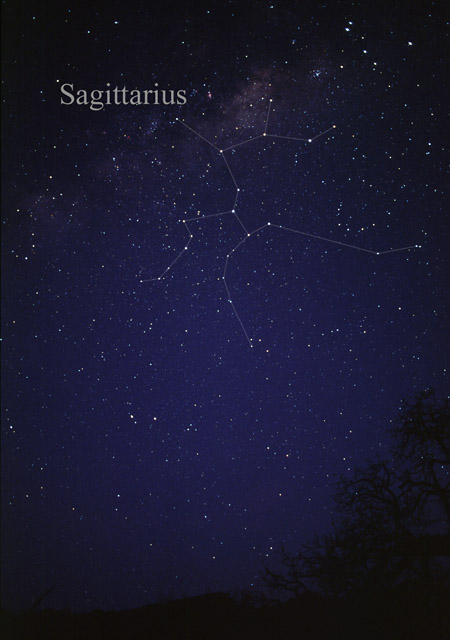
Constel·lació de Sagitari
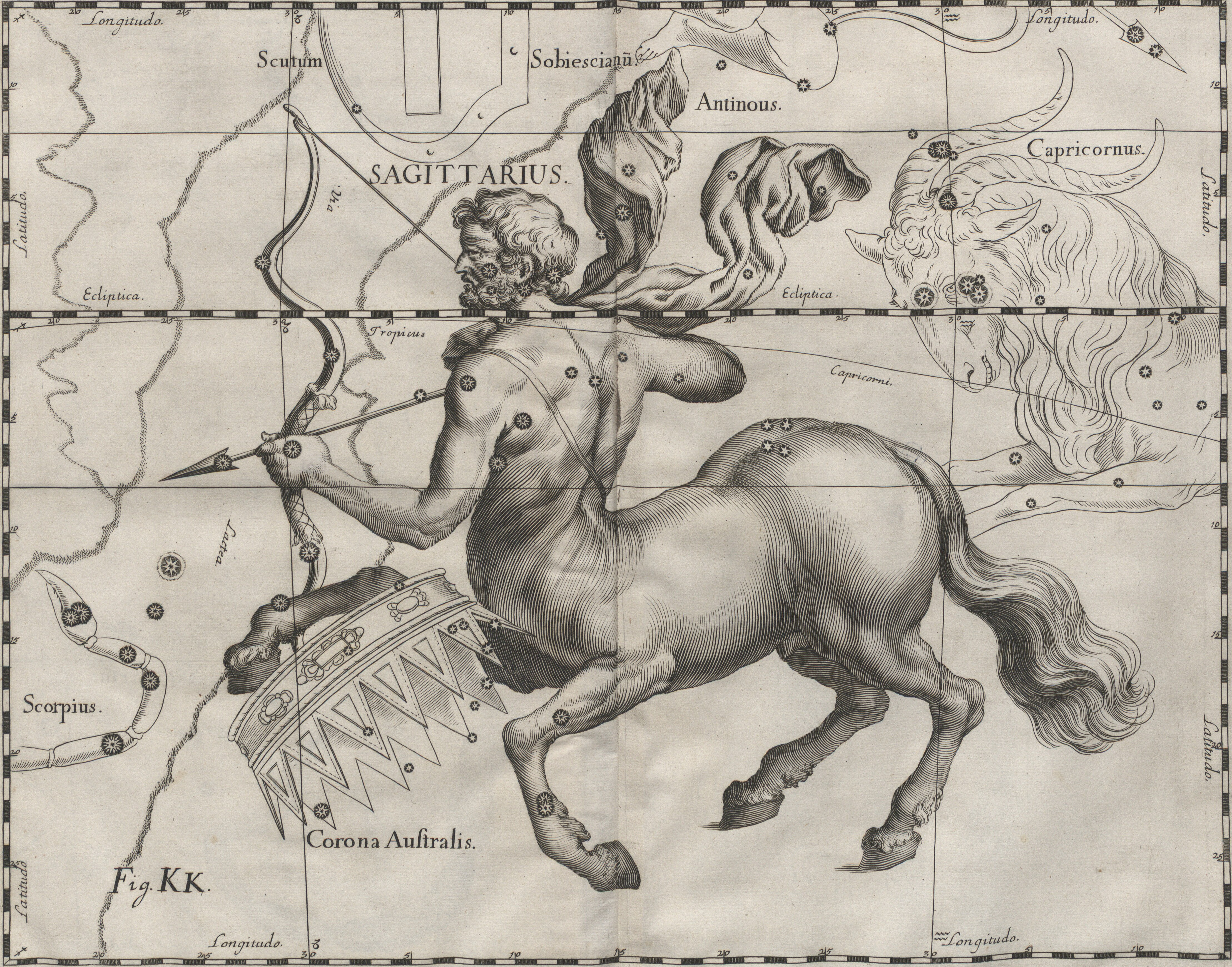
Sagitari a l'Uranographia de Johannes Hevelius, 1690

Al costat oest de la constel·lació, Ptolemeu també va descriure l'asterisme Terebellum que consta de quatre estrelles de quarta magnitud, inclòs el membre més proper i més ràpid, Omega Sagittarii.

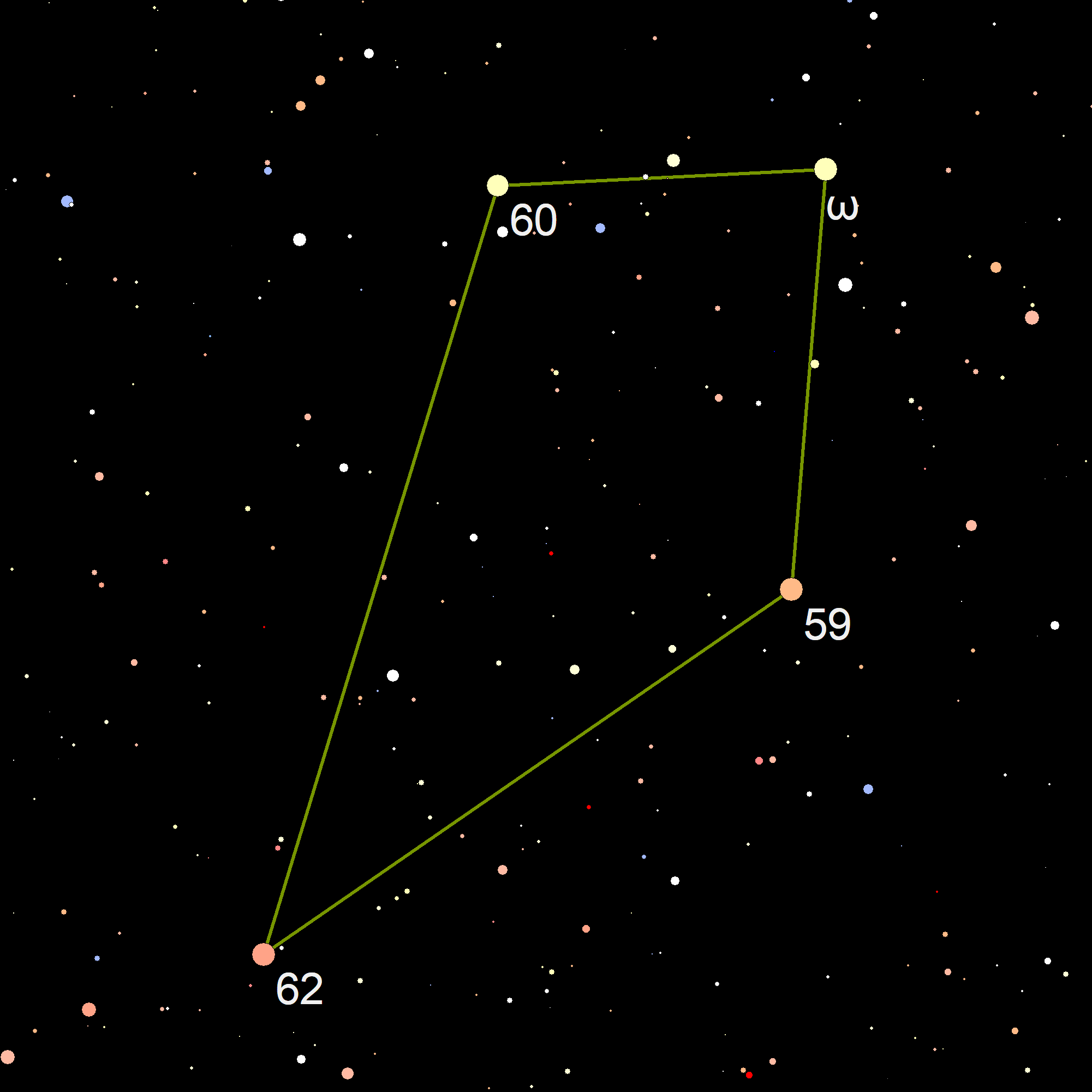
Asterisme Terebellum
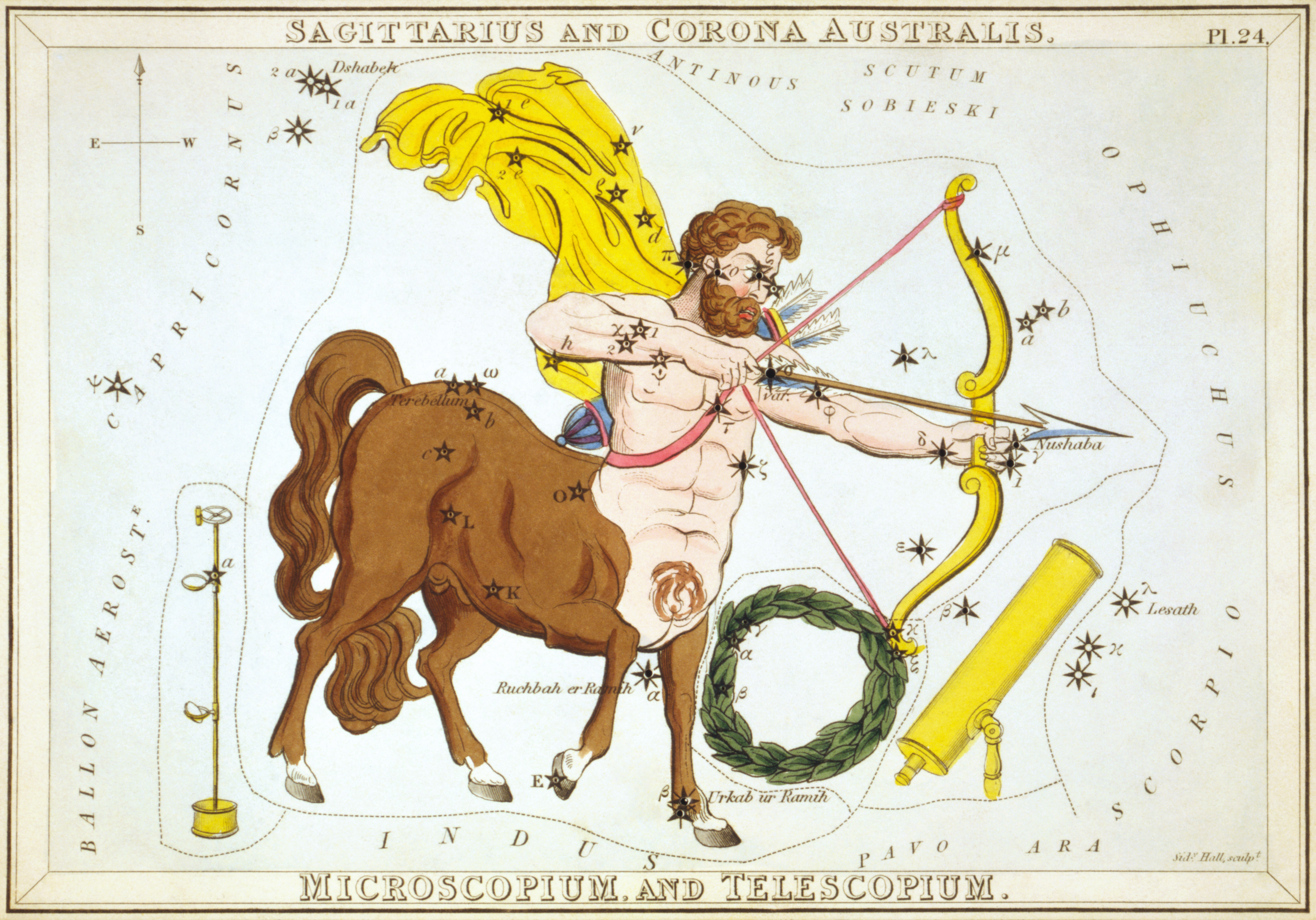
Sagitari tal com es mostra a Urania's Mirror, un conjunt de cartes de constel·lacions publicades a Londres c. 1825. El Terebellum es veu a la part posterior del centaure

Sagitari és un dels trets destacats del cel d'estiu a l'hemisferi nord tot i que a Europa al nord dels Pirineus s'arrossega molt baix per l'horitzó i pot ser difícil de veure amb claredat. A Escòcia i Escandinàvia no es pot veure gens. Al sud de Brasil, Sud-àfrica i el centre d'Austràlia (30° al sud), Sagitari passa directament per sobre. S'amaga darrere l'enlluernament del Sol des de mitjans de novembre fins a mitjans de gener i és la ubicació del Sol al solstici de desembre. Al març, Sagitari s'aixeca a mitjanit. Al juny aconsegueix oposició i es pot veure tota la nit. La lluna plena de juny apareix en Sagitari. A l'antiguitat clàssica, Capricorn era la ubicació del Sol al solstici de desembre, però a causa de la precessió dels equinoccis, aquest s'havia desplaçat a Sagitari en l'època de l'Imperi Romà. Aproximadament a l'any 2700, el Sol estarà a Escorpí al solstici de desembre.

## Característiques destacades

### Estrelles

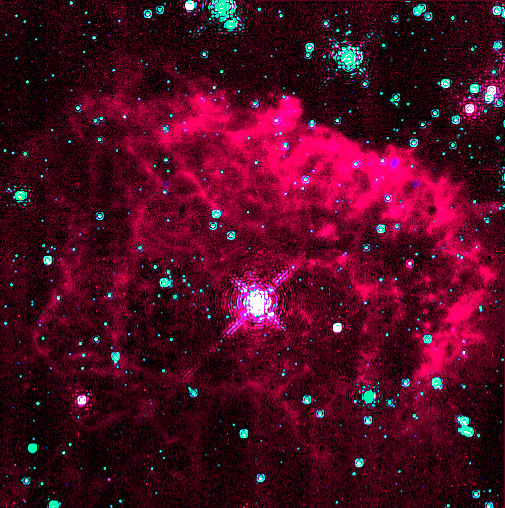
Imatge en fals color de l'Estel Pistola i la nebulosa circumdant.

- α Sagittarii (Rukbat),[15][16] amb magnitud aparent 3,97, és superada en brillantor per nombroses estrelles de la constel·lació malgrat tenir la denominació de Bayer Alfa. És una estrella de la seqüència principal de tipus B8V i 12.400 K de temperatura efectiva.[17]
- β Sagittarii (Arkab), són en realitat dues estrelles diferents: β¹ Sagittarii (Arkab Prior) és una estrella binària blanc-blava; β² Sagittarii (Arkab Posterior) és una estrella blanca-groga de magnitud 4,28.
- γ Sagittarii, també dues estrelles: γ¹ Sagittarii (W Sagittarii) és una variable cefeida amb un període de 7,59 dies; γ² Sagittarii (Nash o Alnasl) és una taronja gegant que té un radi 12 vegades més gran que el radi solar.[18]
- δ Sagittarii (Kaus Medius, Kaus Media o Kaus Meridionalis),[15] és una estrella gegant de color taronja d'espectre K2 amb una magnitud de 2,71, situada a uns 346 anys llum de la Terra. Amb una lluminositat 1400 més vegades que el Sol,[19] és la quarta estrella més brillant de Sagitari.[20]
- ε Sagittarii (Kaus Australis), la més brillant de la constel·lació amb una magnitud 1,85,[15] és una estrella gegant blanca-blava de tipus espectral B9.5III[21] i 9960 K de temperatura[22] situada a 143 anys llum de la Terra. Forma un sistema binari amb una estrella de la seqüència principal lleugerament menys massiva que el Sol.[23]
- ζ Sagittarii (Askella o Ascella), la tercera més brillant de la constel·lació amb magnitud 2,63 d'espectre A2, és en realitat una estrella doble, formada per dues estrelles blanques de la seqüència principal de magnituds 3,3 i 3,5,[20] la separació de les quals varia entre 10,6 i 16,1 ua a causa de l'excentricitat de l'òrbita (ε = 0,211).[24][25]
- η Sagittarii, és una estrella doble formada per una gegant vermella de tipus M2 II[26] de magnitud 3,18 i amb una temperatura efectiva de només 3600 K,[27] i una tènue companya de magnitud 10 a 3,6 segons d'arc.
- ι Sagittarii, gegant taronja de magnitud 4,13.
- λ Sagittarii (Kaus Borealis), gegant taronja de tipus K1IIIb,[28] semblant a Pòl·lux (β Geminorum), de magnitud 2,81 situada a 77 anys llum de distància.
- μ Sagittarii (Polis), és una distant supergegant blanc-blava, de tipus B8Iap,[29] que es troba almenys a 3000 anys llum. És una binària eclipsant: cada 180,6 dies la seva brillantor disminueix 0,08 magnituds quan una acompanyant més tènue passa per davant seu. A més, quatre estrelles més semblen tenir un feble vincle físic amb la binària, si bé el conjunt no es pot considerar un veritable sistema estel·lar.[30]
- ο Sagittarii, gegant taronja de magnitud 3,77.
- π Sagittarii (Albaldah),[15][31] és una geganta lluminosa blanca-groga de tipus espectral F2II amb una edat estimada de 67 milions d'anys.[32] És en realitat un sistema estel·lar triple situat a 440 anys llum, les components del qual tenen magnituds 3,7, 3,8 i 6,0.[20]
- ρ1 Sagittarii, variable Delta Scuti de magnitud 3,93.
- σ Sagittarii (Nunki),[15] amb magnitud 2,02, és la segona estrella més brillant tot i tenir la denominació de Bayer Sigma. Nunki és una estrella calenta (18 890 K)[22] blanc-blava de tipus B2V[33] amb una massa gairebé vuit vegades més gran que la del Sol. La seva distància respecte al Terra (a partir de la paral·laxi mesurada amb la sonda espacial Gaia) és de 227 anys llum.[16] «Nunki» és un nom babilònic d'origen incert, però que es creu que representa la ciutat sagrada babilònica d'Èridu a l'Eufrates, fet que convertiria Nunki en el nom estrella més antic que s'utilitza actualment.

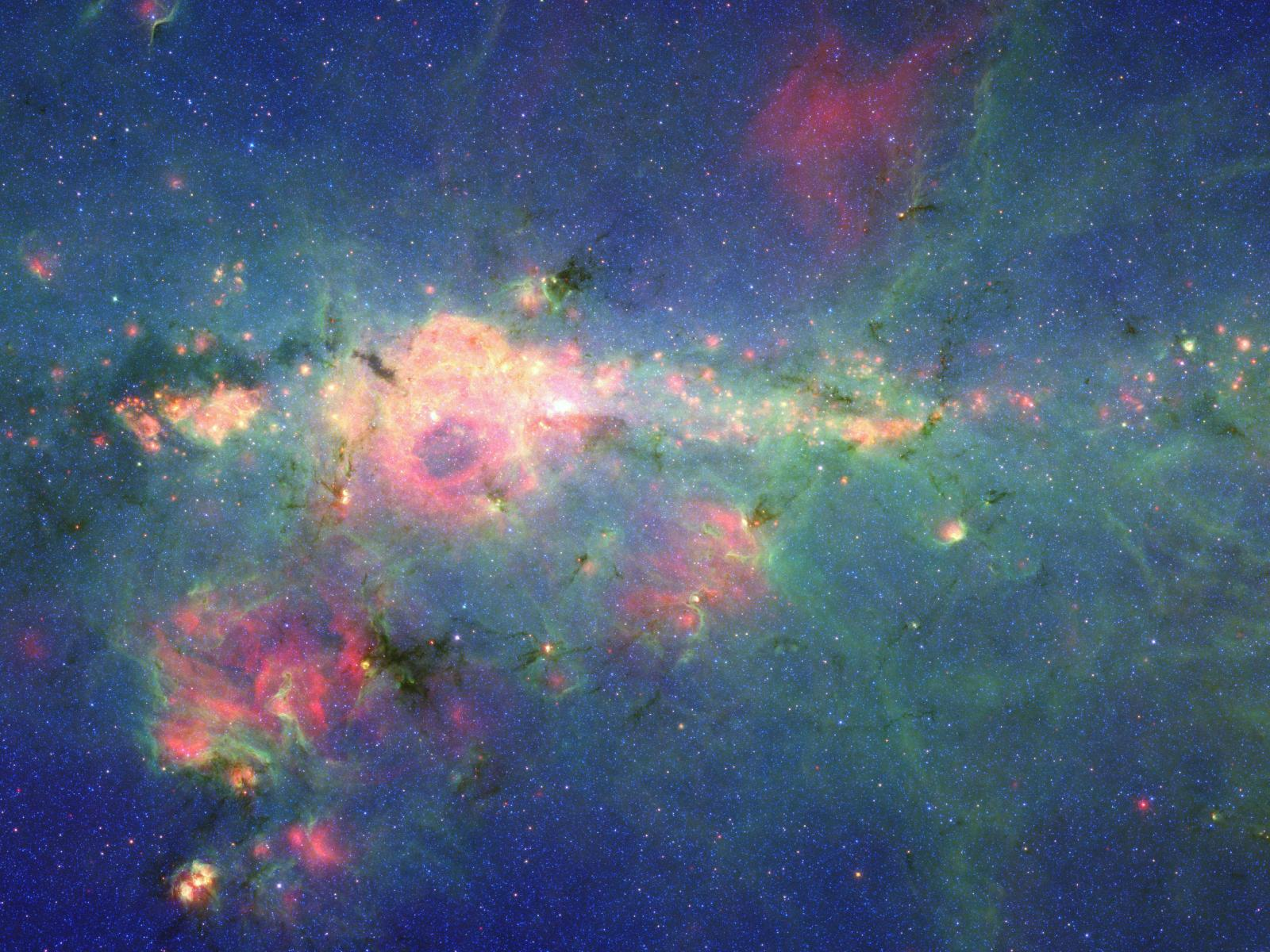
Estel de la Nebulosa Peònia. Imatge del telescopi espacial Spitzer

- τ Sagittarii, gegant taronja de magnitud 3,32.
- υ Sagittarii, una estrella binària de magnitud 4,58, és prototip de les estrelles molt deficients en hidrogen («estrelles HdB»). De difícil classificació, es pensa que el que s'observa és la component visible del sistema, una supergegant de tipus espectral A, que té una companya invisible detectada només a la regió ultraviolada. A més, el sistema sembla estar envoltat per un embolcall o disc, cosa que dona lloc a la incertesa quant al tipus espectral i provoca la variació d'aquest amb el temps.[34]
- φ Sagittarii, estrella blanc-blau de magnitud 3,27.
- 9 Sagittarii, estrella de tipus espectral O3.5V i de magnitud 5,93, és una de les més calentes observables a simple vista. És una estrella binària la component principal de la qual té una temperatura superficial que arriba als 43.850 K.[35]
- Gliese 783 (J. Herschel 5173) i Gliese 784; sistemes estel·lars a 19,7 i 20,2 anys llum respectivament.
- HD 164270 (V4072 Sagittarii), estrella de Wolf-Rayet amb una lluminositat gairebé 80.000 vegades superior a la del Sol.
- HD 165185, nana groga de magnitud 5,95.
- HD 169830, nana groga rica en metalls que acull dos planetes extrasolars.[36]
- HD 170657, nana taronja de magnitud 6,82.
- HD 172051, nana groga anàloga al Sol que es troba a 42,3 anys llum del sistema solar; és un objectiu prioritari a la recerca de planetes terrestres que puguin albergar vida.
- HD 179949 (Gumala)[15] és una nana groga més calenta que el nostre Sol amb un planeta del tipus «Júpiter calent» el període orbital del qual és de poc més de 3 dies;[37][38] s'ha detectat la presència de monòxid de carboni i vapor d'aigua a l'atmosfera d'aquest planeta.[39]
- HD 181720 (Sika)[15] és un estel de tipus G1V pobre en metalls on també s'ha descobert un planeta extrasolar.[40][41]
- KW Sagittarii, encara que de magnitud visual 9,35, és una supergegant amb una mida de 1460 vegades el radi solar, una de les estrelles més grans conegudes.[42]

Òrbites de S2 i altres estrelles del cúmul-S al voltant de Sagitari A*.

- LBV 1806-20, encara que visualment només té magnitud 35, és considerada l'estrella més lluminosa de la Via Làctia.
- Objecte de Sakurai (V4334 Sagitari), l'estrella central d'una fina nebulosa planetària.
- OGLE BW3 V38, estrella binària, l'òrbita de la qual és una de les més petites que es coneixen.
- Ross 154 (V1216 Sagittarii), és l'estrella més propera de la constel·lació i la vuitena més propera al sistema solar (a 9,68 anys llum). És una nana vermella de tipus espectral M3.5Ve i una estrella fulgurant; l'observatori Chandra va constatar una forta flamarada que va incrementar el flux de raigs X provinents de l'estrella en un factor de més de 100.[43]
- RS Sagittarii, binària eclipsant de magnitud 6,03.
- RY Sagittarii, estrella variable R Coronae Borealis, la segona més brillant de la seva classe.
- S2, nom de l'estrella més propera al forat negre supermassiu del centre galàctic, sent una de les més brillants de l'anomenat cúmul estel·lar-S, compost per les estrelles més properes a la radiofont Sagitari A*.[44]
- SWEEPS J175902.00−291323.7, distant nana vermella amb un planeta el període orbital del qual és de només 10 hores.
- U Sagittarii, X Sagittarii, Y Sagittarii i V350 Sagittarii, les quatre variables cefeides; la segona és la més brillant, amb una brillantor que oscil·la entre magnitud 4,24 i 4,84 durant un període de 7,013 dies.
- V505 Sagittarii,complex sistema estel·lar dominat per una binària eclipsant.
- V3903 Sagittarii, estrella binària massiva composta per dues estrelles calentes de tipus O.

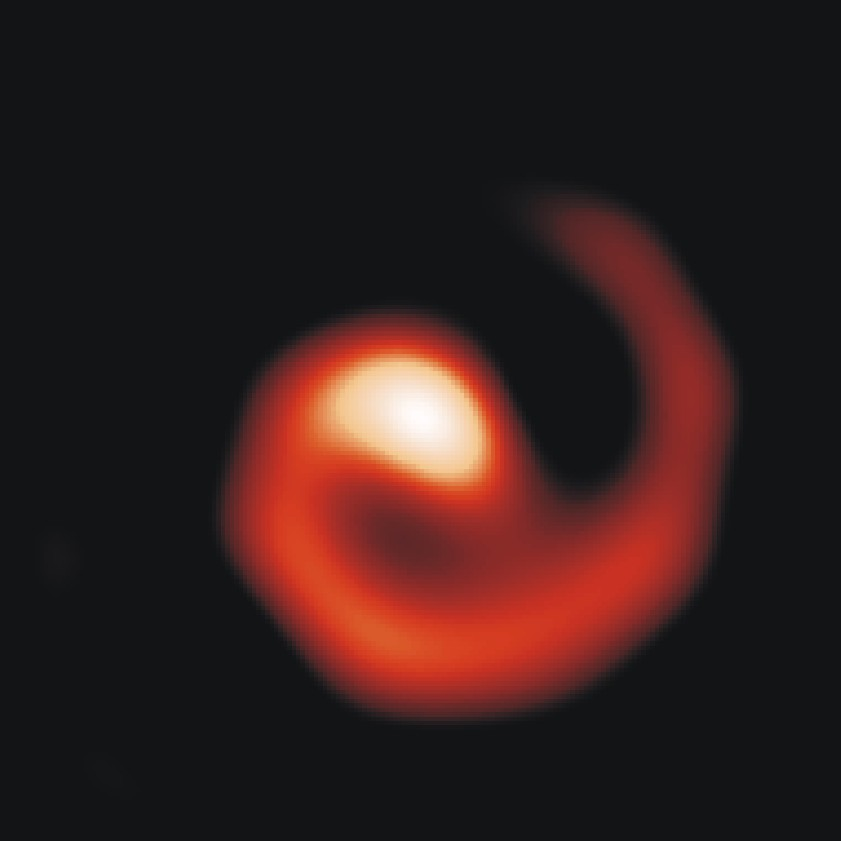
WR 104 (V5097 Sagittarii)

- V3961 Sagittarii, variable Alfa2 Canum Venaticorum amb un període excepcionalment llarg de 2300 dies.
- V4647 Sagittarii (Estel Pistola) és una estrella hipergigant situada a prop del centre de la Via Làctia. Invisible a simple vista, és tanmateix una de les estrelles més lluminoses de la galàxia. Amb una massa al voltant de 27,4 masses solars, l'Estel Pistola està catalogada com a variable lluminosa blava i té una lluminositat equivalent a 3,3 milions de Sols.[45][46]
- VX Sagittarii, una supergegant vermella entre les estrelles més grans conegudes.
- WR 102ka (Estel de la Nebulosa Peònia), una de les estrelles més lluminoses de la nostra galàxia; és pràcticament invisible en estar envoltada de pols.
- WR 104 (V5097 Sagittarii), estrella de Wolf-Rayet on s'ha observat una espiral de gas i pols que flueix d'ella formant una mena de «molinet» que gira juntament amb ella cada 220 dies, per la qual cosa també se l'anomena Estrella Espiral.[47]
- La nova Sagittarii 2015 No. 2 va ser descoberta el 15 de març de 2015.[48] Es troba prop del centre de la constel·lació. Va arribar a una magnitud màxima de 4,3 abans d'esvair-se definitivament.

### Objectes del cel profund
Sagitari és una constel·lació molt freqüentada pels aficionats a l'astronomia, ja que s'hi troben gran quantitat d'objectes de cel profund. La Via Làctia és més densa a prop de Sagitari, ja que aquí es troba el Centre Galàctic. Com a resultat, Sagitari conté molts cúmuls estel·lars i nebuloses.

#### Núvols estel·lars
Sagitari conté dos núvols estel·lars coneguts, tots dos considerats objectes binoculars.

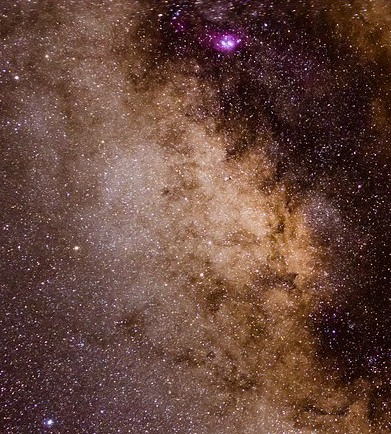
El Gran núvol estel·lar de Sagitari amb la Nebulosa de la Llacuna a la part superior
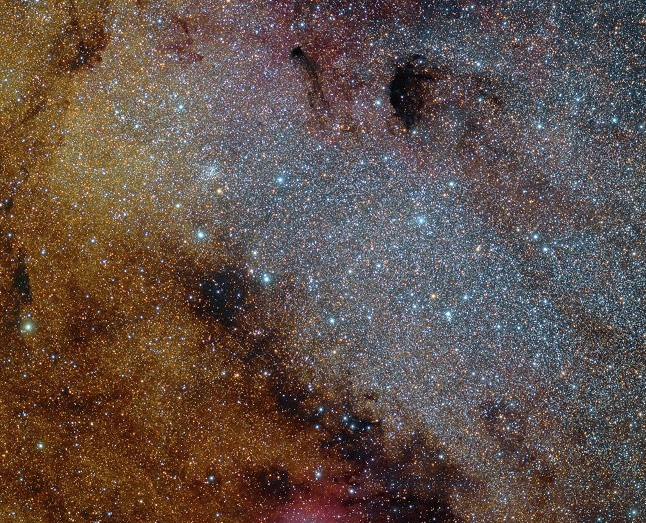
El Petit núvol estel·lar de Sagitari (Messier 24) amb NGC 6603 cap a la part superior esquerra

- Gran núvol estel·lar de Sagitari és la regió visible més brillant de la Via Làctia. És una porció de la protuberància central de la galàxia que es veu al voltant de la pols espessa del Gran Rift, i és l'estructura galàctica més interna que es pot observar a les longituds d'ona visibles. Té diversos cúmuls incrustats i nebuloses fosques superposades.[49]
- Petit núvol estel·lar de Sagitari, també conegut com Messier 24 (M24), té una magnitud aparent de 2,5. El núvol omple un espai de volum important fins a una profunditat d'entre 10.000 i 16.000 anys llum. Incrustat a M24 hi ha NGC 6603, un petit cúmul estel·lar molt dens. NGC 6567, una nebulosa planetària tènue, i Barnard 92, un glòbul de Bok, també es troben a prop.[50]

#### Nebuloses
Sagitari conté diverses nebuloses conegudes, inclosa la Nebulosa de la Llacuna (Messier 8), prop de λ Sagittarii; la Nebulosa Omega (Messier 17), prop de la frontera amb la constel·lació de l'Escut; i la Nebulosa Trífida (Messier 20), una gran nebulosa que conté unes estrelles molt joves i calentes.

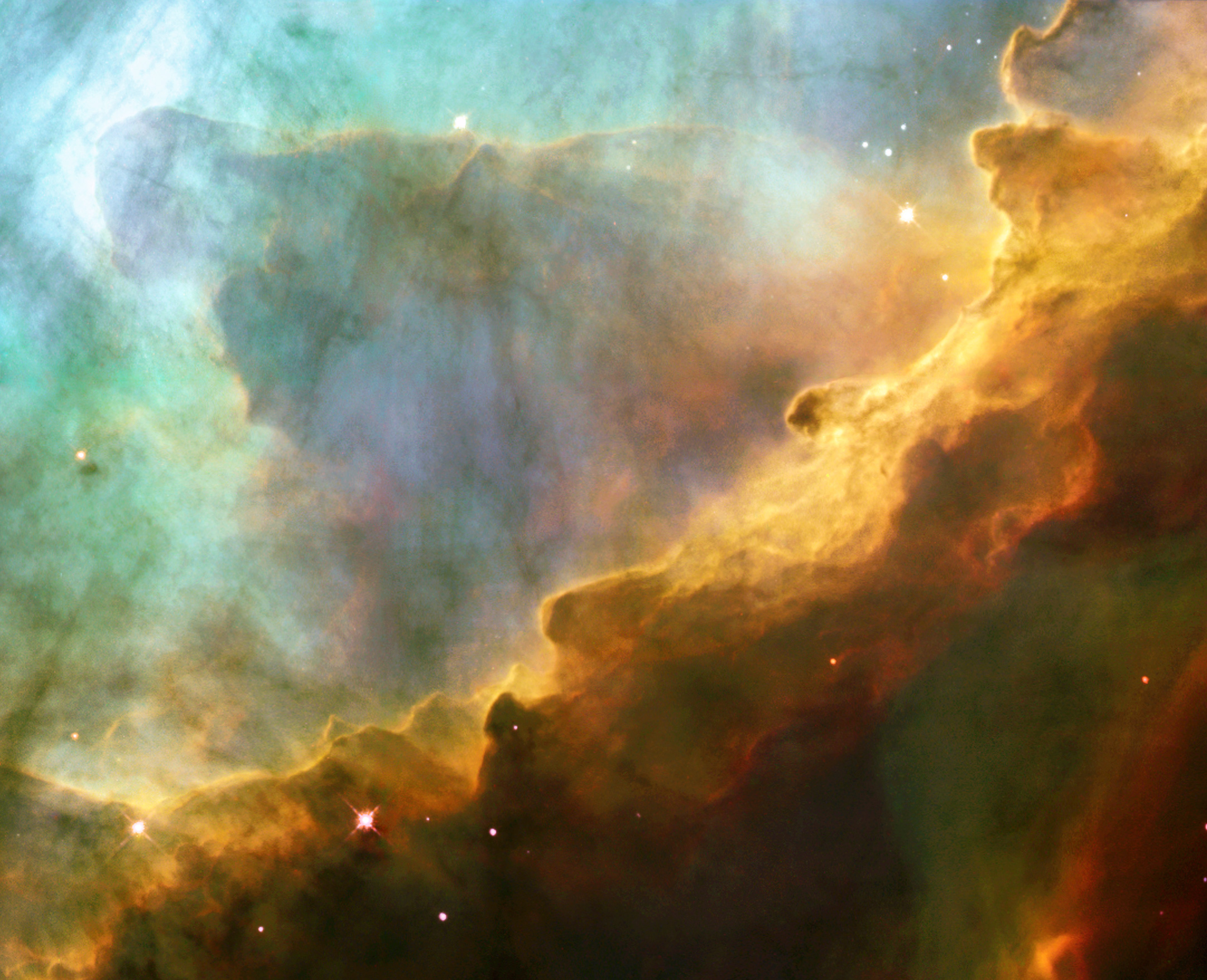
Secció de la nebulosa Omega, també coneguda com la nebulosa del calçador o del cigne
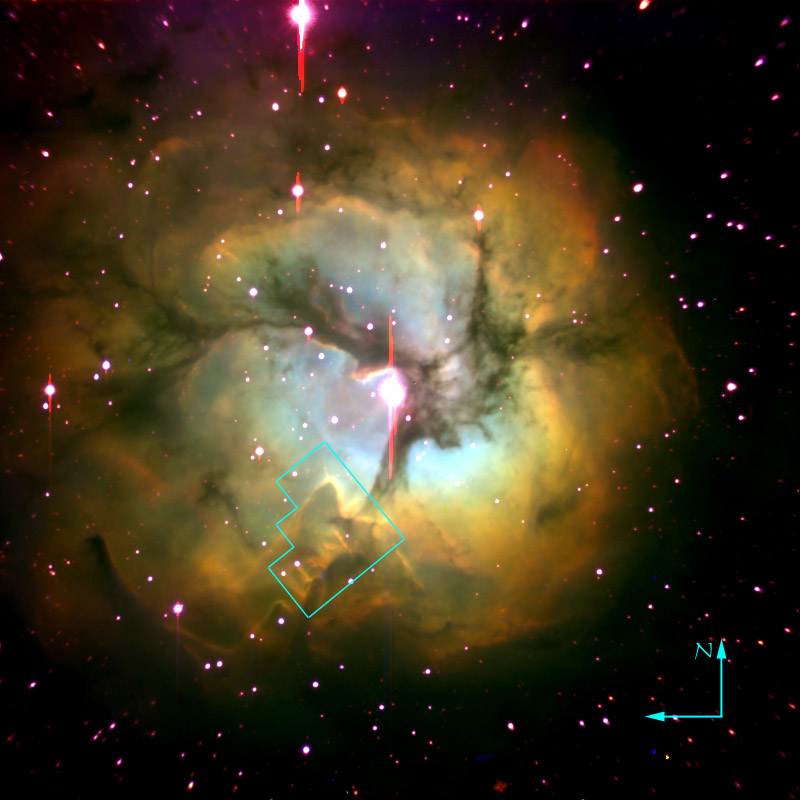
Nebulosa Trífida de Sagitari

- Nebulosa de l'Aranya Roja (NGC 6537) és una nebulosa planetària situada a una distància d'uns 4000 anys llum de la Terra. Acull una de les estrelles més calentes que es coneixen, amb una temperatura entre 150.000 i 250.000 K.[51]
- Nebulosa de la Llacuna (M8), és un núvol interestel·lar gegant catalogat com a nebulosa d'emissió i regió HII que envolta el cúmul d'estrelles NGC 6530. En una nit fosca es pot veure a simple vista al nord de la part més fèrtil de la Via Làctia. Es troba a 5.000 anys llum de la Terra i mesura 140x 60 anys llum (1,5°). Tot i que sembla gris als telescopis a simple vista, les fotografies de llarga exposició revelen el seu color rosat, comú a les nebuloses d'emissió.[52] És bastant brillant, amb una magnitud integrada de 3,0.[53] La nebulosa de la Llacuna va ser descoberta per Giovanni Hodierna abans de 1654,[54] i de manera independent per John Flamsteed el 1680,[55] Guillaume Le Gentil el 1747, i Charles Messier el 1764.[55] La zona central de la nebulosa de la Llacuna també es coneix com la nebulosa del Rellotge de sorra, anomenada així per la seva forma distintiva. La nebulosa del Rellotge de sorra té la seva forma a causa de la matèria impulsada per Herschel 36. La nebulosa de la Llacuna també inclou tres nebuloses fosques enumerades al catàleg de Barnard. La nebulosa de la Llacuna va ser fonamental en el descobriment dels glòbuls de Bok, ja que Bart Bok va estudiar les impressions de la nebulosa intensament el 1947. Aproximadament 17.000 glòbuls de Bok es van descobrir a la nebulosa nou anys més tard com a part del Palomar Sky Survey; estudis posteriors van demostrar que la hipòtesi de Bok que els glòbuls contenien protoestrelles era correcta.[56]
- Nebulosa Omega (M17) és una nebulosa bastant brillant, de vegades anomenada nebulosa del cigne o del calçador, es pot veure clarament amb ajuda exclusiva de prismàtics.Té una magnitud integrada de 6,0 i es troba a 4890 anys llum de la Terra. Té un diàmetre aproximat de 15 anys llum i està associada a un núvol molecular d'uns 40 anys llum de diàmetre i una massa de 30 000 masses solars. És considerada la regió H II més brillant i massiva de la nostra galàxia.[57] Va ser descoberta l'any 1746 per Philippe Loys de Chésaux; els observadors posteriors a ell han diferit molt en com veuen la nebulosa, d'aquí la seva infinitat de noms. El més sovint vist com una marca de verificació, va ser vist com un cigne per George F. Chambers el 1889, i com un rínxol de fum per Camille Flammarion.[58]
- Nebulosa Trífida (M20, NGC 6514) és una nebulosa d'emissió que es troba a menys de dos graus de la nebulosa de la Llacuna. Descoberta per Guillaume Le Gentil, és una regió H II que es troba a 5.000 anys llum de la Terra[59] i té un diàmetre d'aproximadament 50 anys llum. L'exterior de la nebulosa Trífida és una nebulosa de reflexió blavosa; l'interior és de color rosa amb dues bandes fosques que el divideixen en tres zones, de vegades anomenades «lòbuls». L'hidrogen de la nebulosa està ionitzat, creant el seu color característic, per una estrella triple central, que es va formar en la intersecció de les dues bandes fosques. M20 s'associa a un clúster que té una magnitud de 6,3.[60]
- NGC 6445 és una nebulosa planetària amb una magnitud aproximada d'11. És una gran nebulosa de més d'un minut d'arc de diàmetre, sembla situar-se molt a prop del cúmul globular NGC 6440.[61]
- NGC 6559 és una regió de formació estel·lar situada a una distància d'uns 5.000 anys llum de la Terra que mostra regions tant d'emissió (vermell) com de reflex (blau).
- NGC 6578 i NGC 6818 són dues nebuloses planetàries; la primera es troba a uns 6.000 anys llum de distància.

#### Cúmuls estel·lars
- 2MASS-GC02, també conegut com Hurt 2, és un cúmul globular a una distància d'uns 16 mil anys llum de la Terra. Va ser descobert l'any 2000 per Joselino Vasquez i confirmat per un equip d'astrònoms sota el lideratge de R. J. Hurt a 2MASS.[62]
- M18, cúmul obert d'aspecte pobre i dispers. Té una edat estimada de 32 milions d'anys.
- M21 és un cúmul obert jove amb una edat de 11 milions d'anys.[63]
- M22, el gran cúmul de Sagitari, de magnitud 5,1, és un objecte fàcil de veure amb prismàtics. A 10.400 anys llum de distància és un dels més propers. En aquest cúmul s'han descobert dos forats negres d'entre 10 i 20 masses solars.[64]
- M23, cúmul obert proper al sistema solar, es troba a 2150 anys llum.[65] Té una edat de 330 milions d'anys aproximadament[66] i té fins a 870 possibles membres.[67]
- M25 és un cúmul obert situat a uns 2.200 anys llum.[67] Té una edat de 60 milions d'anys.[66]
- M54, que es troba a 87 000 anys llum, és un cúmul globular que no forma part de la Via Làctica[68] i va ser el primer cúmul extragalàctic descobert. És un dels cúmuls globulars més densos.
- M55, cúmul globular conté unes 100.000 estrelles i es troba a 17.600 anys llum del sistema solar; la seva massa és aproximadament 269.000 vegades la del Sol.[69]
- M69, cúmul globular, i el proper M70, tots dos situats a prop del centre galàctic. El primer es troba a 28.700 anys llum i el segon, que consta de dues poblacions estel·lars diferents,[70] a 29.300 anys llum.[71]
- M75, cúmul globular de magnitud 9,18 que es troba a 67.500 anys llum de distància.
- Cúmuls Quíntuple i Arches, els cúmuls més densos i massius de la Via Làctia, que contenen les estrelles més massives i lluminoses conegudes.
- NGC 6638 és un cúmul globular tènue amb una magnitud de 9,2, tot i que està més lluny que M71, a una distància de 26.000 anys llum. És un clúster de classe VI de Shapley; la classificació vol dir que té una concentració intermèdia en el seu nucli. Es troba aproximadament a un grau de distància dels globulars més brillants M22 i M28; NGC 6638 es troba al sud-est i al sud-oest dels cúmuls respectivament.[72]
- Menys prominents, però també destacables, els cúmuls globulars NGC 67, NGC 6624, NGC 6638, NGC 6642 i NGC 6652.

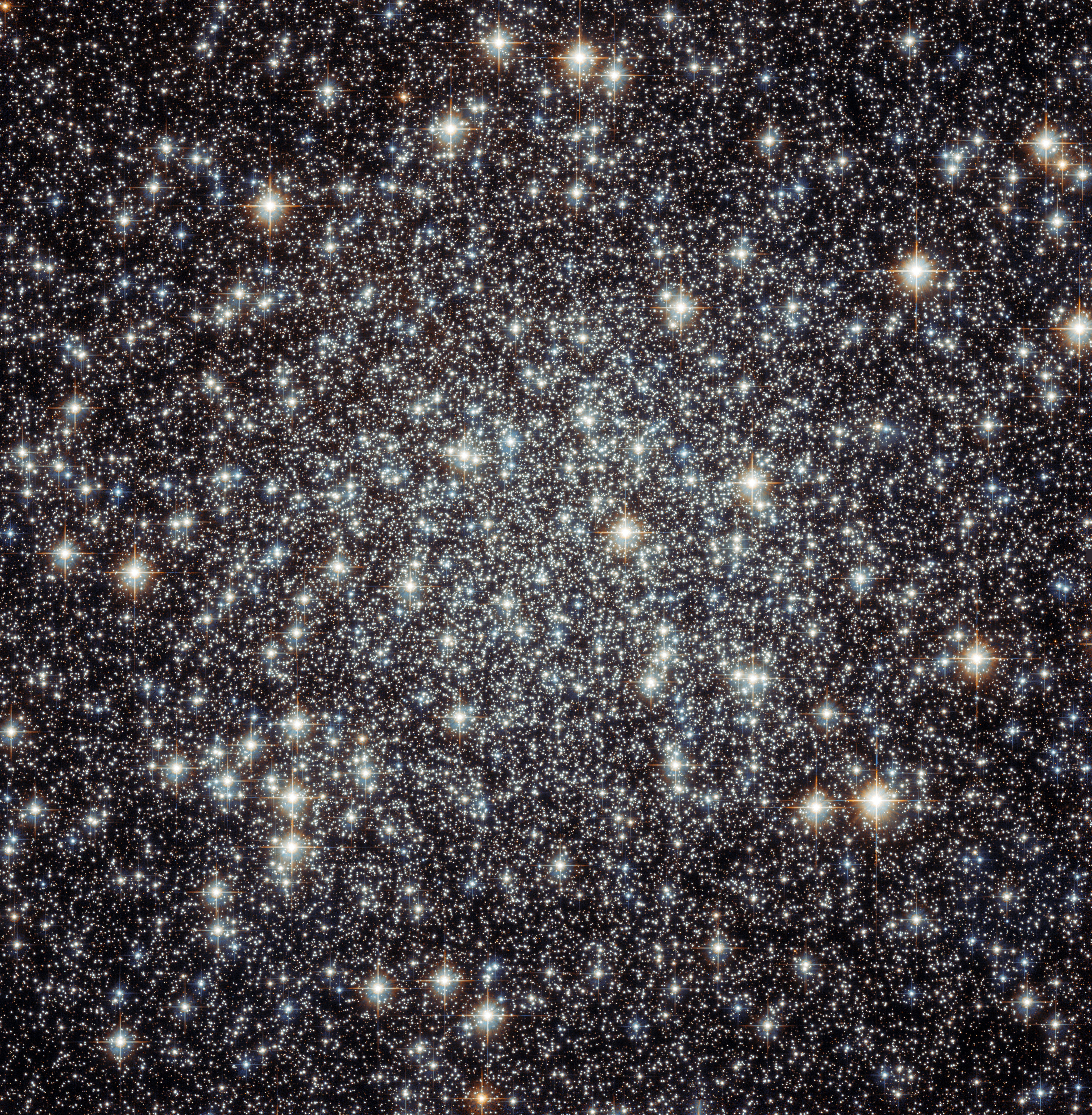
Regió central del cúmul M22. Imatge del telescopi espacial Hubble
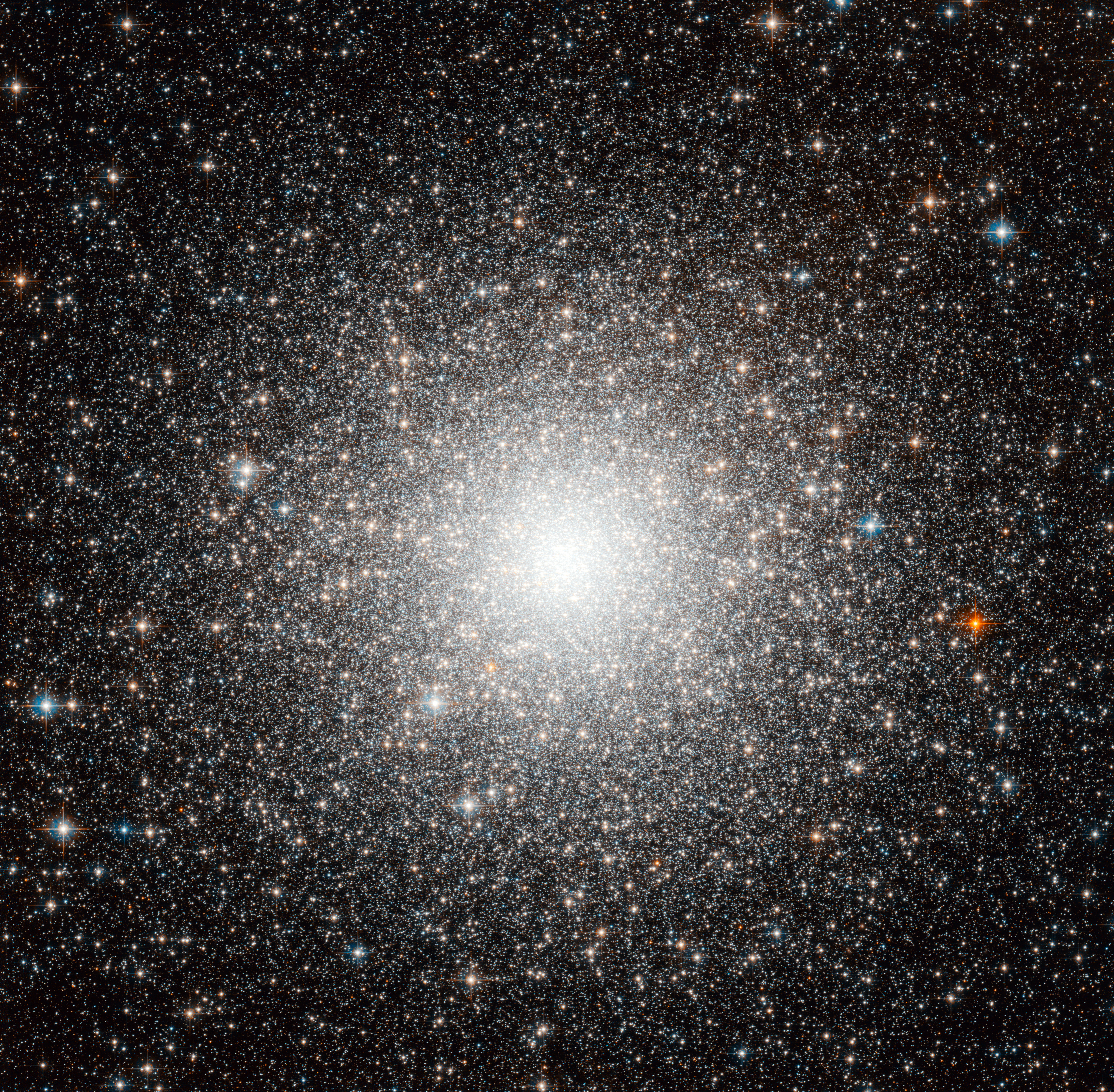
M54 va ser el primer cúmul globular trobat fora de la Via Làctia
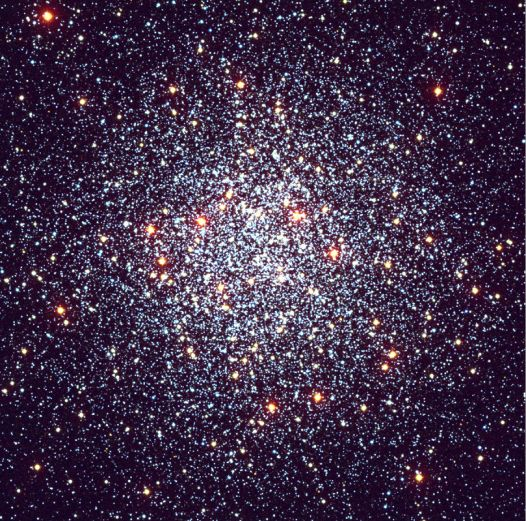
Cúmul globular M55, distant a 600 anys llum del sistema solar

#### Galàxies
Sagitari conté tres galàxies pertanyents al Grup Local.

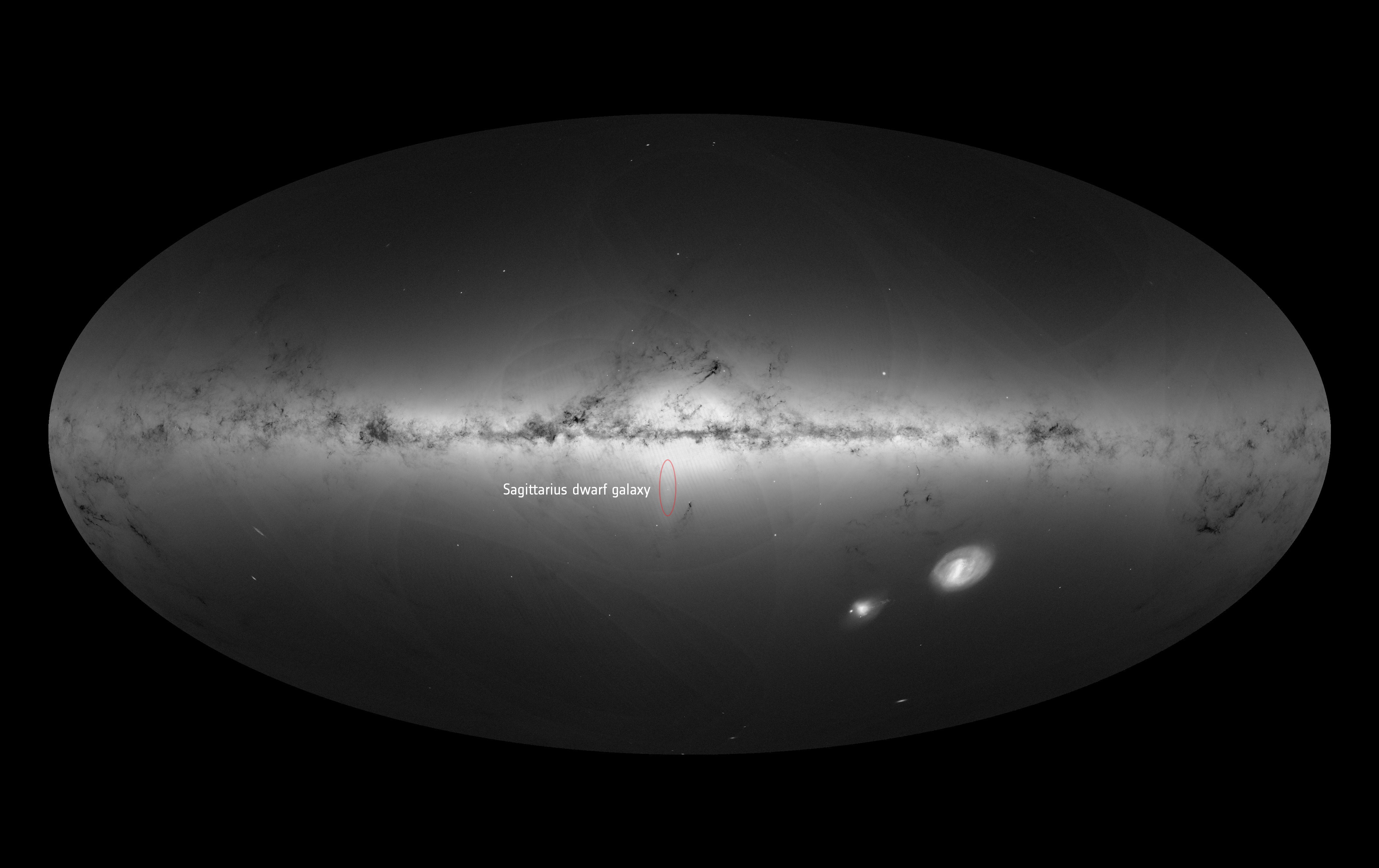
SagDEG, una petita galàxia satèl·lit de la Via Làctia
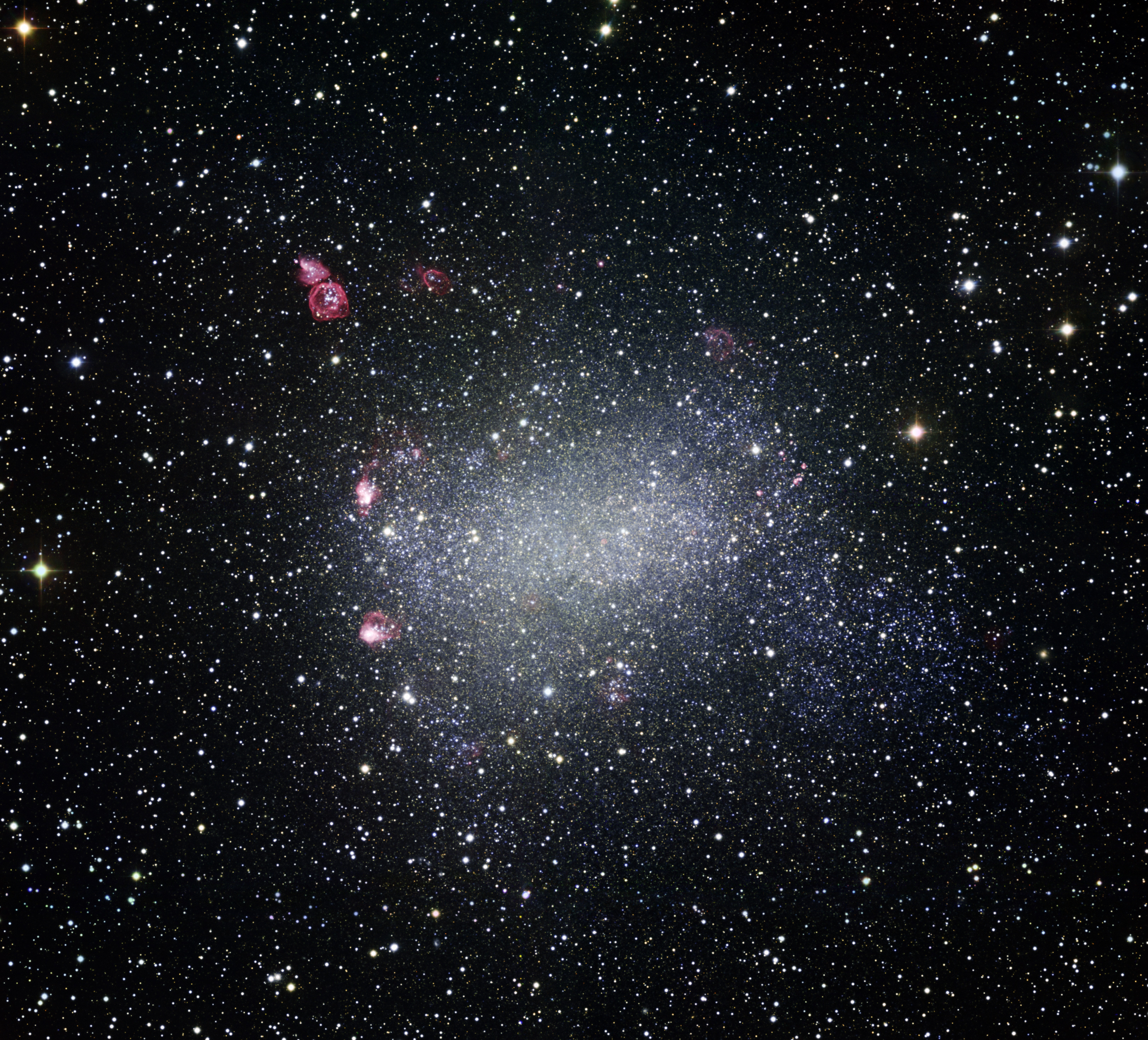
Galàxia de Barnard, galàxia nana irregular del Grup Local. Imatge obtinguda amb el WFI de l'ESO
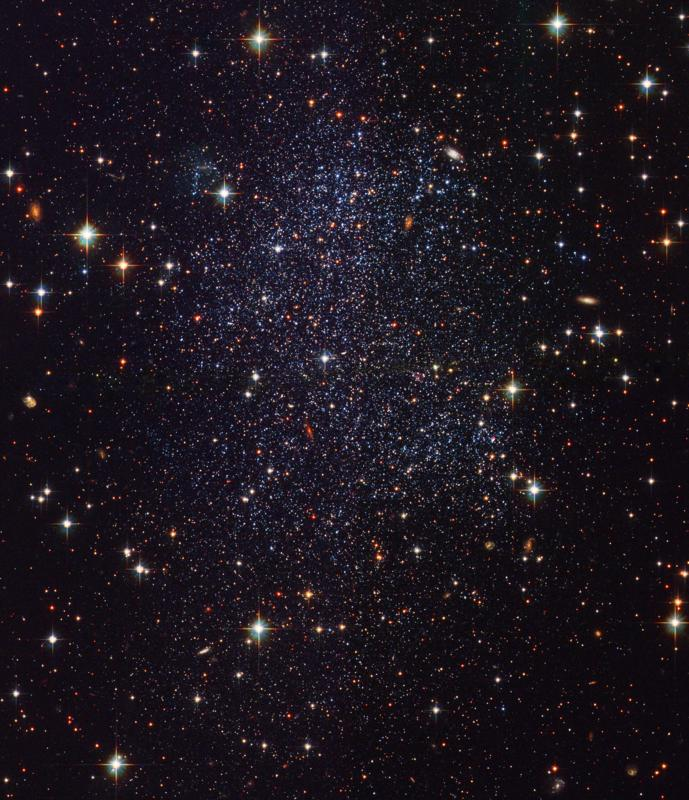
SagDIG. Imatge obtinguda del telescopi espacial Hubble

- Galàxia Nana El·líptica de Sagitari (SagDEG), és una petita galàxia satèl·lit de la Via Làctia que forma part del Grup Local amb, almenys, quatre cúmuls globulars coneguts (M54, Terzan 7, Terzan 8 i Arp 2).[74] Té múltiples poblacions estel·lars,[68] que van des dels cúmuls globulars més antics (gairebé tan antics com el propi Univers) fins a poblacions amb una edat de diversos centenars de milions d'anys.
- Galàxia de Barnard (NGC 6822), considerada com a prototip de les primitives galàxies que van habitar l'Univers jove, és a 1,5 milions d'anys llum i té al voltant de 7000 anys llum de diàmetre. Té un gran nombre de regions HII i nebuloses d'emissió formades principalment per hidrogen ionitzat i un braç blavós d'estrelles joves que s'estén cap a la zona superior dreta. Amb formació estel·lar activa a tot el seu disc, NGC 6822 alberga algunes de les regions HII més brillants de l'Univers Local. Presenta un contingut metàl·lic baix ([Fe/H] ≈ -1,2).[75]
- Galàxia Nana Irregular de Sagitari (SagDIG), distant 3,4 milions d'anys llum de la Via Làctia, és el membre del Grup Local més allunyat del baricentre i, de fet, està molt a prop de la vora de la superfície de velocitat relativa nul·la del nostre grup de galàxies.[76] La major part de la població estel·lar té una antiguitat de més de 10.000 milions d'anys, encara que la formació estel·lar s'ha prolongat en el temps fins fa 1000 milions d'anys. Té una metal·licitat notablement baixa, aproximadament una centèsima part de la del Sol ([Fe/H] = -2,0).[77]

#### Altres objectes del cel profund
- Romanents de supernova G1.9+0.3, SNR G000.9+00.1, G8.7-0.1, SNR G007.7-03.7, SNR G011.2−00.3, SNR G359.1-00.5 i W28; el primer és el romanent de la darrera supernova coneguda de la nostra galàxia, i SNR G007.7-03.7 pot ser la resta de SN 386.
- La complexa radiofont Sagitari A es troba prop del seu límit occidental amb Serpentari. Els astrònoms creuen que un dels seus components, conegut com Sagitari A*, està associat a un forat negre supermassiu al centre de la galàxia, amb una massa de 2,6 milions de masses solars.[78] Encara que no és visible a simple vista, Sagitari A* es troba a la part superior del broc de l'asterisme de «la tetera».[8]
- El 1999 es va pensar que un esclat violent a V4641 Sgr va revelar la ubicació del forat negre conegut més proper a la Terra,[79] però una investigació posterior va augmentar la seva distància estimada en un factor de 15.[80]
- La finestra de Baade és una zona amb molt poca pols enfosquidora que mostra objectes més a prop del centre de la Via Làctia del que normalment seria visible. NGC 6522 (de magnitud 8,6), i NGC 6528 (de magnitud 9,5), són tots dos cúmuls globulars visibles a través de la finestra de Baade. A 20.000 i 24.000 anys llum de la Terra, amb classes Shapley de VI i V respectivament, tots dos estan moderadament concentrats en els seus nuclis. NGC 6528 està més a prop del nucli galàctic, a una distància aproximada de 2.000 anys llum.[81]

## Sistemes planetaris
La constel·lació conté diversos sistemes planetaris, molts dels quals s'han descobert dins del bulb galàctic, per tant a distàncies molt remotes. Entre els sistemes més propers al Sol hi ha el de HD 169830, que té dos planetes gegants gasosos situats a 0,8 i 3,3 UA de la seva estrella mare. En canvi, HD 179949 té un planeta amb una massa semblant a la de Júpiter, però molt propera, fins al punt que completa tota una revolució en menys d'un dia terrestre.

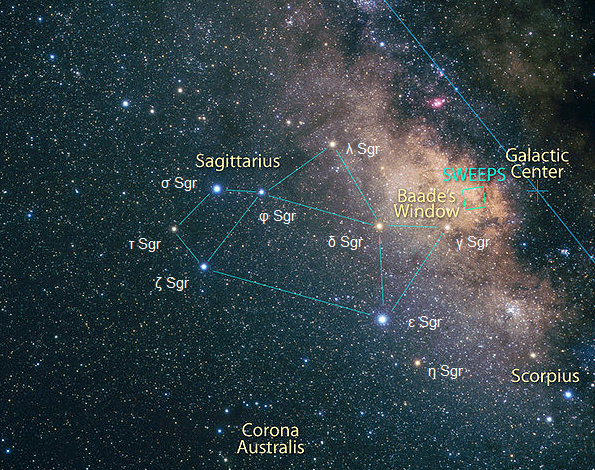
Àrea de recerca del SWEEPS
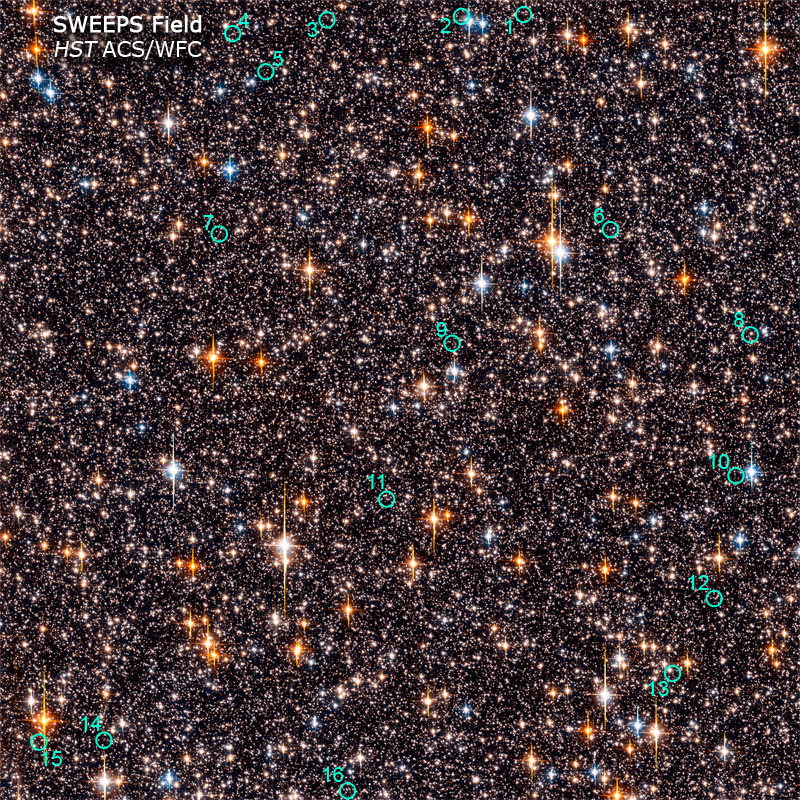
Àrea de recerca SWEEPS amb posicions detallades dels exoplanetes descoberts, indicats amb cercles verds

La recerca SWEEPS, realitzada l'any 2006 amb el telescopi espacial Hubble, va conduir al descobriment de 16 sistemes planetaris candidats. Els planetes descoberts confirmats s'han designat SWEEPS-nn.
| Sistema planetari                 |                                           |                                           |                  |                  |                            |
| Nom del sistema                   | Coordenades equatorials a l'època J2000.0 | Coordenades equatorials a l'època J2000.0 | Magnitud aparent | Tipus d'estrella | nom de planetes confirmats |
| Nom del sistema                   | AR                                        | Dec                                       | Magnitud aparent | Tipus d'estrella | nom de planetes confirmats |
| OGLE-TR-10                        | 17h 51m 28s                               | −29° 52′ 35″                              | 14,93            | Nana groga       | 1 (b)                      |
| OGLE-2006-BLG-109L                | 17h 52m 35s                               | −30° 05′ 16″                              | 19,6             | ?                | 2 (b - c)                  |
| OGLE-TR-56                        | 17h 56m 35s                               | −29° 32′ 21″                              | 16,56            | Nana groga       | 1 (b)                      |
| SWEEPS J175853.92−291120.6        | 17h 58m 54s                               | −29° 11′ 21″                              | 18,80            | ?                | 1 (SWEEPS-04)              |
| SWEEPS J175902.00-291323.7        | 17h 59m 02s                               | −29° 13′ 24″                              | 26,23            | ?                | 1 (SWEEPS-10)              |
| SWEEPS J175902.67−291153.5        | 17h 59m 03s                               | −29° 11′ 54″                              | 19,83            | ?                | 1 (SWEEPS-11)              |
| HD 164604                         | 18h 03m 07s                               | −28° 33′ 38″                              | 10,04            | Nana taronja     | 1 (b)                      |
| OGLE-2003-BLG-235/MOA-2003-BLG-53 | 18h 05m 16s                               | −28° 53′ 42″                              | 19,7             | Nana taronja     | 1 (b)                      |
| OGLE-2005-BLG-169L                | 18h 06m 05s                               | −30° 43′ 57″                              | 19,4             | Nana vermella    | 1 (b)                      |
| MOA-2007-BLG-192L                 | 18h 08m 04s                               | −27° 09′ 00″                              | ?                | Nana vermella    | 1 (b)                      |
| MOA-2007-BLG-400L                 | 18h 09m 42s                               | −29° 13′ 27″                              | ?                | Nana vermella    | 1 (b)                      |
| HD 169830                         | 18h 27m 50s                               | −29° 49′ 00″                              | 5,90             | Nana vermella    | 1 (b - c)                  |
| HD 171238                         | 18h 34m 44s                               | −28° 04′ 20″                              | 8,66             | Nana taronja     | 1 (b)                      |
| HD 179949                         | 19h 15m 33s                               | −24° 10′ 45″                              | 6,25             | Nana groga       | 1 (b)                      |
| HD 181720                         | 19h 22m 53s                               | −32° 55′ 08″                              | 7,86             | Nana groga       | 1 (b)                      |
| HD 187085                         | 19h 49m 34s                               | −37° 46′ 50″                              | 7,22             | Nana groga       | 1 (b)                      |
| HD 190647                         | 20h 07m 20s                               | −35° 32′ 19″                              | 7,78             | Nana groga       | 1 (b)                      |

## Pluja de meteors
Aquesta constel·lació conté el radiant de la pluja de meteors coneguda com a Sagitàrids (SAG). L'aparició d´aquesta pluja comprèn entre el 15 d´abril i el 15 de juliol. El seu màxim és el 19 de maig amb 5 meteors per hora si hi ha bona visibilitat.

## Exploració
Sagitari sembla l'única font d'un possible senyal extraterrestre detectat fins ara. L'incident va tenir lloc el 15 d'agost del 1977 quan els radiotelescopis de la Universitat Estatal d'Ohio van rebre un senyal 30 vegades superior a la radiació de fons normalment detectada. El professor Jerry R. Ehman, sorprès amb aquest senyal, va escriure WOW! al costat del paper, ja que era el primer missatge captat de l'espai per vida intel·ligent. Tot i que només ha estat l'únic missatge enviat des de l'espai sense haver estat nosaltres, mai més no s'ha tornat a utilitzar aquesta paraula, actualment coneguda com a Senyal Wow!.

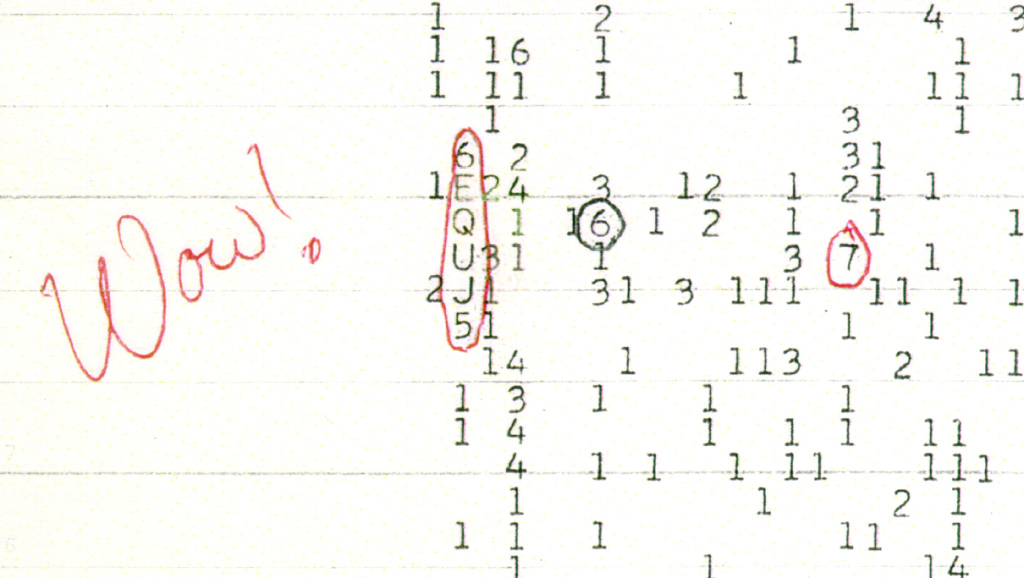
El senyal Wow! representat com 6EQUJ5. Ohio History Connection conserva la impressió original amb l'exclamació manuscrita d'Ehman.

La sonda espacial New Horizons es mou en una trajectòria fora del Sistema Solar des del 2016 que situa la sonda davant de Sagitari vist des de la Terra. New Horizons esgotarà el seu generador termoelèctric de radioisòtops molt abans que arribi a qualsevol altra estrella.

## Mitologia

### En Mesopotàmia

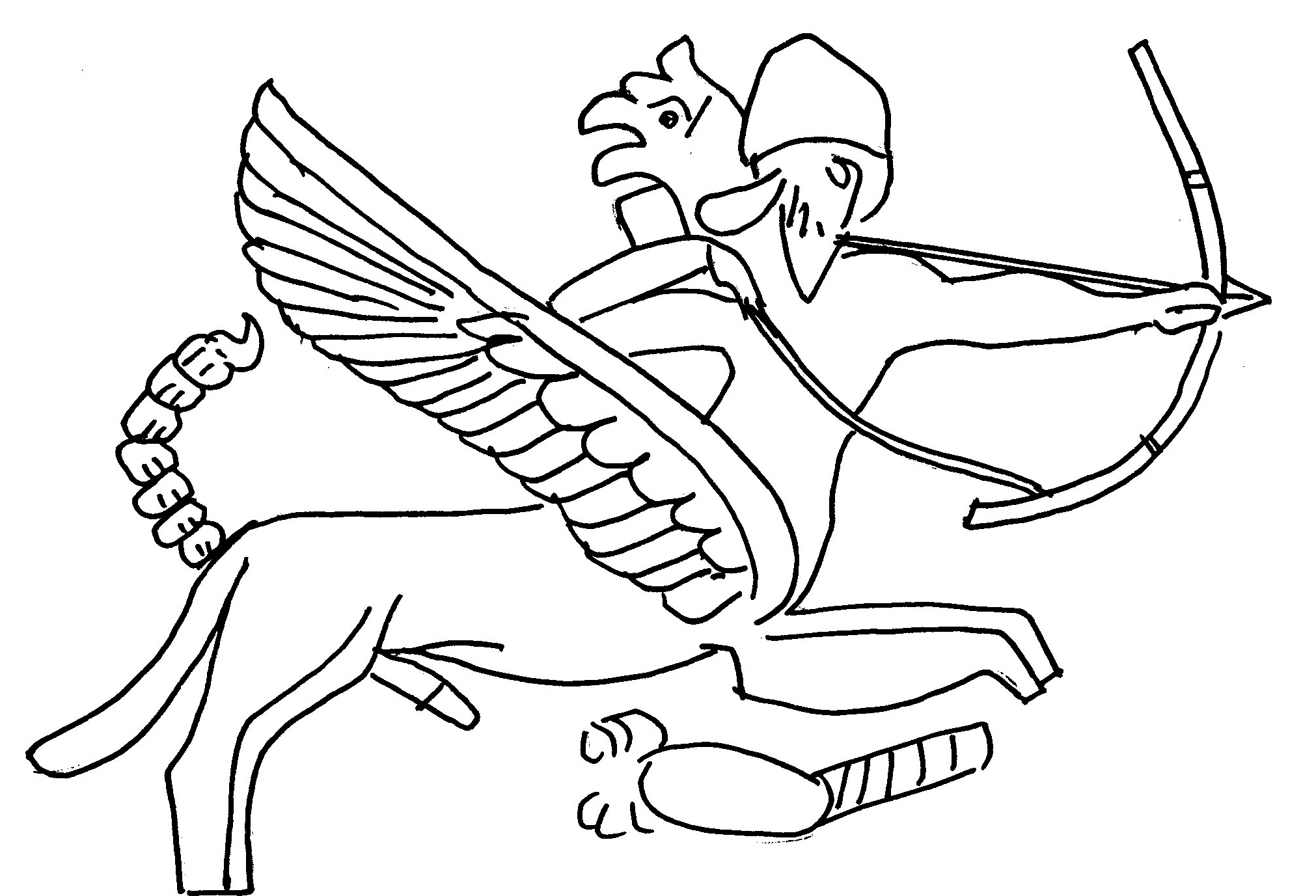
Perfil de Pabilsag, l'avantpassat mesopotàmic de Sagitari d'un kudurru del

En Sumèria, l'estrella PA.BÍL.SAG = Pabilsag apareix a les llistes d'estrelles de Nippur a finals del mil·lenni III aC. Pabilsag és, en la mitologia sumèria, una manifestació de Ninurta, el déu de la guerra, el qui era, en el mite d'Anzu, l'herald designat pel consell dels déus per lluitar contra la monstruosa àguila leontocefàlica, caracteritzada a la volta celeste per la figura de TE8 = arû, avantpassada de la figura grega d'Αετός, o en llatí Aquila, «l'Àguila». La identitat d'aquesta estrella no és unànime entre els investigadors, però és molt probable que sigui θ Oph.
Posteriorment, a principis del mil·lenni I aC, el cel s'organitza en constel·lacions, és a dir que els astres s'anomenen d'ara endavant per la seva localització en les figures celestes, i com s'acredita a les famoses efemèrides que s'estenen des de 652 aC fins al 61, aquesta estrella s'anomena MÚL KUR šá KIR4 šil PA, o «la brillant de la punta de fletxa de Pabilsag» (vegeu α Scorpii).
La imatge de la figura a la qual pertany Pabilsag, ja és coneguda des de l'Antiguitat per un arquer-centaure alat itifàl·lic amb dues cares.
Els babilonis van identificar Sagitari com el déu Nergal, una criatura semblant a un centaure que disparava una fletxa des d'un arc. Generalment es representa amb ales, amb dos caps, un cap de pantera i un cap humà, així com un agulló d'escorpí aixecat per sobre de la seva cua de cavall més convencional.

### En l'antiga Grècia
En la mitologia grega, Sagitari s'identifica habitualment com un centaure: meitat humà, meitat cavall.
No obstant això, potser a causa de l'adopció dels grecs de la constel·lació sumèria, una certa confusió envolta la identitat de l'arquer. L'arquer-centaure mesopotàmic va ser pres pels grecs amb el nom de Τοξότης, «l'Arquer» que Plini el Vell va agafar en préstec a Cleòstrat de Tenedos, i que en tot cas és testimoniat per Euctemó, i del qual correspon bé la imatge més famosa a la de Pabilsag. Però, per descomptat, ho van adaptar a la seva pròpia imaginació.
Alguns grecs identifiquen Sagitari com el centaure Quiró, fill de Fílira i Cronos, que es deia que es va convertir en un cavall per escapar de la seva gelosa esposa, Rea, i tutor de Jàson. Com que hi ha dos centaures al cel, alguns identifiquen Quiró amb l'altra constel·lació, coneguda com Centaure. O, com diu una tradició alternativa, que Quiró va posar el nom de les constel·lacions de Sagitari i Centaure per ajudar a guiar els argonautes en la seva recerca del Toisó d'Or. Però per a altres autors, representaria el centaure Folos.
Una tradició mitològica oposada, tal com la defensava Eratòstenes, va identificar l'Arquer no com un centaure sinó com el sàtir Crotó, fill de Pan i d'Eufeme, a qui les Muses van ensenyar l'ús de l'arc que li permetia treure el seu menjar de les bèsties salvatges i que els grecs atribuïen la invenció del tir amb arc. Segons el mite, Crotó anava sovint a caçar a cavall i vivia entre les Muses, que van demanar que Zeus el col·loqués al cel, on se'l veu tirant amb arc. La fletxa d'aquesta constel·lació apunta cap a l'estrella Antares, el «cor de l'escorpí», i Sagitari està disposat a atacar si Escorpíó atacava l'Hèrcules proper, o per venjar la matança d'Orió per part d'Escorpió.

### En l'antiga Roma
Els romans traduïen Τοξότης per Sagittarius a partir de l'Aratea, és a dir, les versions llatines dels Φαινόμενα (Fenòmens) d'Arat, començant per les de Ciceró, però utilitzaven diversos sinònims com Sagittipolens, Sagittiger o Arcitenens, més rarament Sagitta o Belliter.

### En països àrabs
Cal distingir el cel tradicional àrab, basat en el manāzil al-qamar (منازل القمر) «estacions lunars», i el cel greco-àrab, és a dir, el que va ser manllevat pels astrònoms dels grecs des de principis del segle ix.
La major part de l'espai de Sagitari està ocupat, en el cel tradicional àrab, per una gran escena animal anomenada al-Naᶜā'im (النعايم ), «els estruços», que correspon al xx del manāzil al-qamar, i que es divideix en dos grups. Un és al-Naᶜā'im al-Wārida (الواردة النعايم), «els estruços que baixen a beure» al riu (en àrab al-Nahar (ألنهر), que és un dels noms de la Via Làctia), mentre que l'altre és al-Naᶜā'im al-Ṣādira (النعايم الصا درة) , «els estruços que tornen de beure». Aquests dos grups s'articulen a banda i banda de Rāᶜī al-Naᶜā'im (راحي النعايم) , «el pastor dels estruços». Al costat d'això, hi ha dos grups subsidiaris: al-Udḥī (الأدحي), («el Niu», és a dir, el lloc on l'estruç incuba els seus ous), situat al Turbant de Sagitari i, amb vistes a aquesta escena, al-Ẓalīmān (الظليمان), «els dos estruços mascles», que pertanyen a l'espai de l'Àguila al cel greco-àrab. Aquestes figures àrabs són l'origen de diversos noms d'estrelles distribuïts en catàlegs contemporanis. S'ha de tenir en compte que el xxi del manāzil al-qamar és al-Balda (البلدة), «el lloc buit [de les estrelles]».

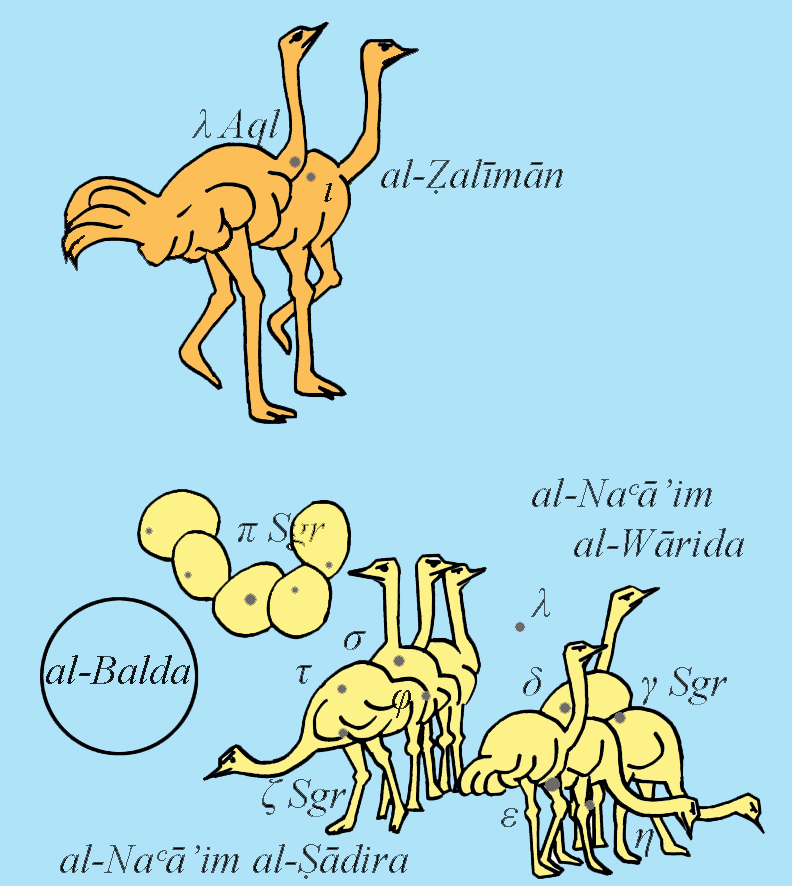
La figura àrab d'al-Naᶜā'im (النعايم), «els estruços», un grup situat a banda i banda de la Via Làctia
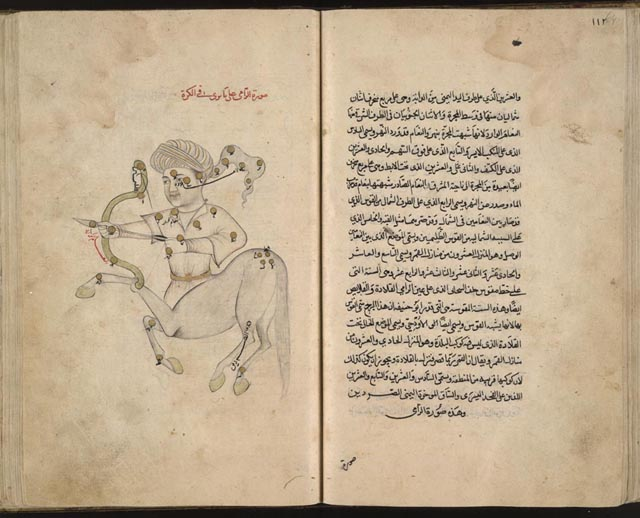
La figura d'al-Qaws (القوس ) del Llibre dels estels fixos d'Abd-ar-Rahman as-Sufí, 964
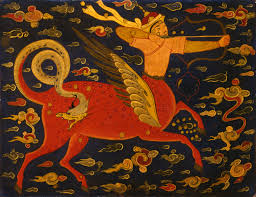
Constel·lació de Sagitari en l'art islàmic

Quan els astrònoms àrabs van iniciar la formació del cel realitzada pels grecs, Τοξότης (l'Arquer), el van anomenar al-Rāmī (الرامي), «l'Arquer». Però ja ho sabien, venint directament de Mesopotàmia per l'arameu Qešta, «l'Arc» (al-Qaws, القوس) que era el nom del 9è signe del zodíac, testimoniat a l'horòscop de la fundació de la ciutat de Bagdad l'any 762, segons informa l'erudit persa al-Bīrūnī. Aquests dos noms s'utilitzen així per a la figura de Sagitari, que es troba en els noms d'estrelles manllevades dels àrabs.

### En Europa
A l'Edat Mitjana, els clergues llatins coneixien el nom de Sagitari a través de les enciclopèdies i dels pocs manuscrits de l'Aratea, és a dir, les versions llatines dels Φαινόμενα (Fenòmens) d'Arat, a la seva disposició, però coneixien des de l'any 1000 el nom àrab d'aquesta figura. Llegim així, a Gerard de Cremona (ca. 1175): «Stellatio Sagittarius & est Arcus» (La constel·lació de Sagitari es l'Arquer), que repeteix Ishaq ibn Hunayn que escriu: «كوكب الرامي... وهو القوس» (kawkab al-Rāmī… wa huwwa al-Qaws, La constel·lació de Sagitari es l'Arquer).

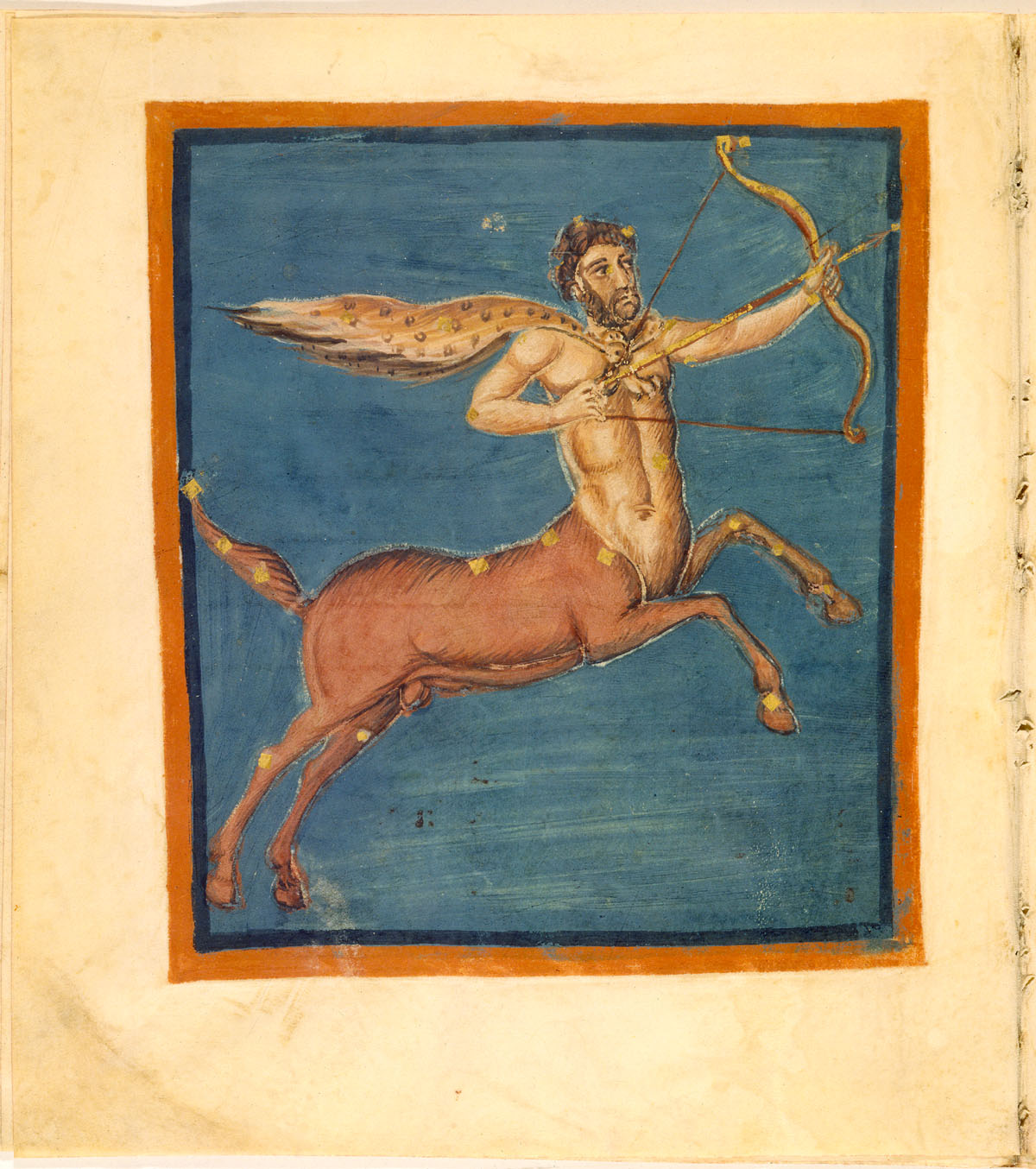
Sagittarius dans une édition des Aratea de Germanicus d’époque carolingienne (ca. 830-840).
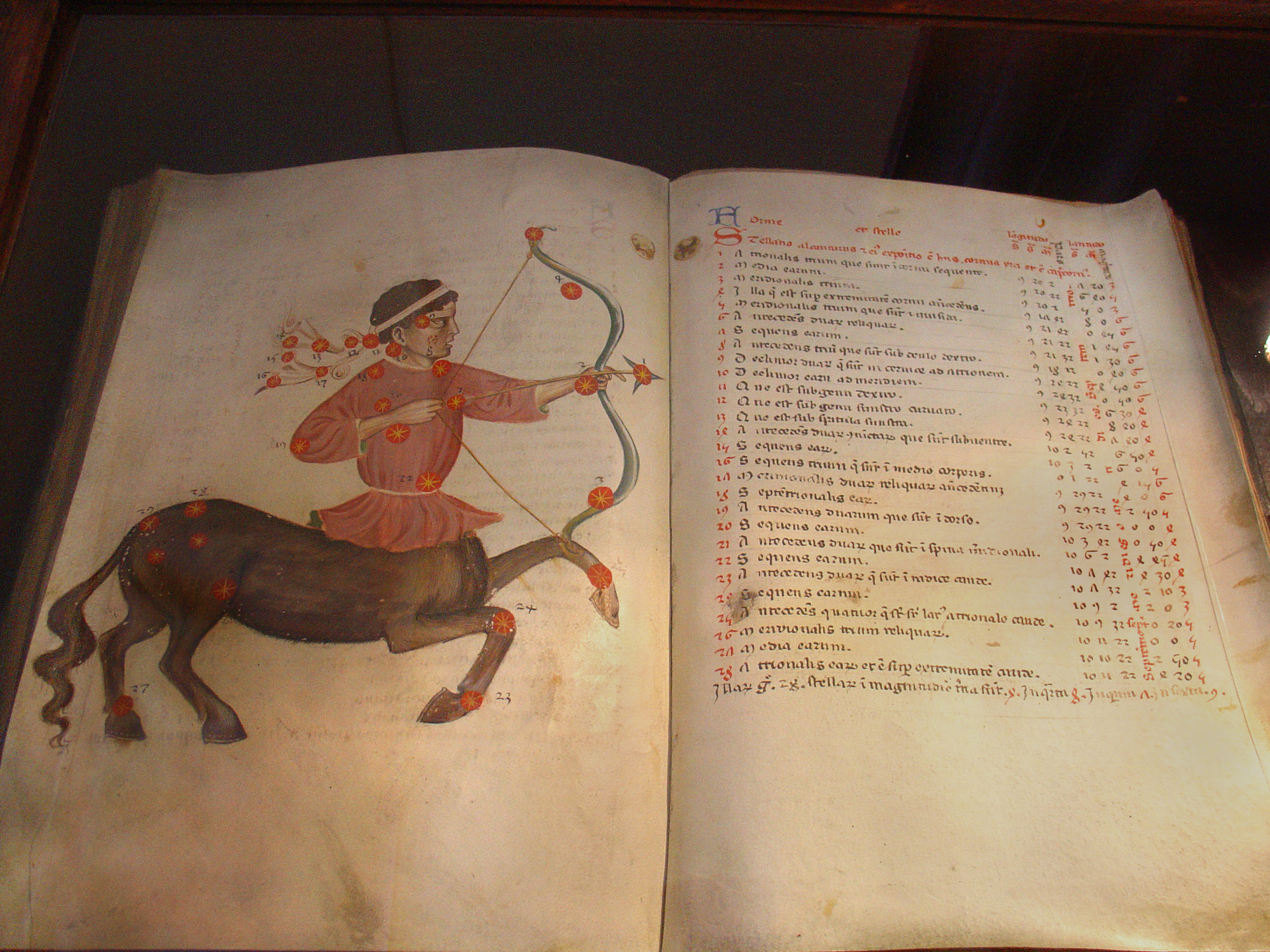
La figure de Sagittarius dans l’Atlas astronomique dit « d'Al Sufi », XIVe siècle, Italie du nord
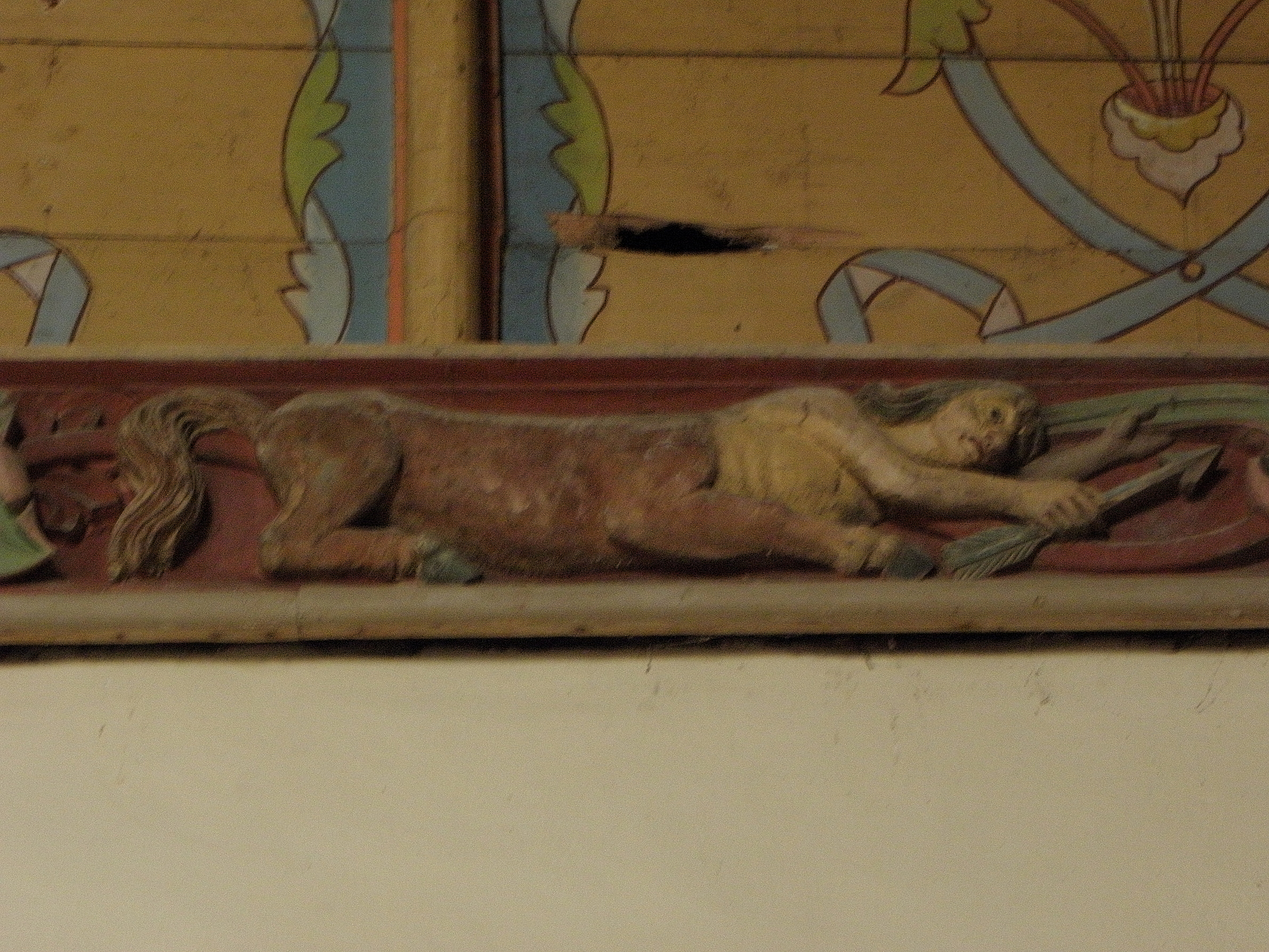
A medieval Sagittarius found in the Church of Notre-Dame, Sablières, France

En aquell moment, encara no es llegia el nom grec al text, cosa que no es produiria fins al Renaixement. I trobem per exemple, a l'Uranometria de Johann Bayer (1603), una llista de noms coneguts en les diferents llengües, segons l'ús de l'època: no només Τοξότης (Toxòtis; Sagitari), sinó també notablement Elkusu, vel Elkausu, que són transcripcions de l'àrab. القوس al-Qaws (l'Arc), el nom d'aquesta figura en el cel tradicional àrab. Aquests noms encara apareixen en diversos catàlegs fins que la nomenclatura aprovada el 1930 per la Unió Astronòmica Internacional (IAU) va desterrar definitivament les designacions diferents de Sagitari, a excepció del grec Τοξότης.

### A la Xina
La constel·lació moderna de Sagitari es troba en dos dels quadrants, simbolitzada pel Drac Blau de l'Est (東方青龍, Dōng Fāng Qīng Lóng) i la Tortuga Negra del Nord (北方玄武, Běi Fāng Xuán Wǔ) de l'astronomia xinesa.
El nom de la constel·lació occidental en xinès modern és 人馬座 (Ren Mǎ Zuò), que significa «La constel·lació de l'home del cavall».

## Astrologia
L'any 2002, el Sol va aparèixer a la constel·lació de Sagitari del 18 de desembre al 18 de gener. En astrologia tropical, es considera que el Sol està en el signe Sagitari del 22 de novembre al 21 de desembre, i en astrologia sideral, del 16 de desembre al 14 de gener.